# Le Martyre de saint Timothée et saint Apollinaire
Le Martyre de saint Timothée et saint Apollinaire est une série d’émaux commandée à Jacques 1er Laudin, émailleur limougeaud, pour être montée sur plusieurs châsses-reliquaires au XVIIe siècle pour l’église Saint-Timothée, située au sud de l’abbaye Saint-Remi.
Elle relate le martyre de saint Timothée et saint Apollinaire venus convertir les Rémois.

## Le thème des émaux
Les émaux racontent en trente plaques le martyre de saint Timothée et saint Apollinaire venus convertir les Rémois. Ils n’ont pas été acceptés sur place par le pouvoir local et ont fini par avoir la tête coupée au lieu correspondant à l’emplacement actuel du fort de la Pompelle.
Saint Timothée est un saint local. Il ne figure pas au calendrier liturgique universel car sa fête n'est pas célébrée officiellement dans toutes les églises catholiques du monde.

## Historique des émaux
Au XVIIe siècle pour commémorer ce martyre, une châsse a été réalisée, sur laquelle ces plaques ont été utilisées pour la décorer.
Cet ensemble d'émaux a été fabriqué par Jacques Laudin en 1663.
Peu après la Révolution française, en 1790, l’église Saint-Timothée, comme beaucoup d’autres bâtiments religieux de l'époque, est détruite.
En 1791, les émaux sont déposés dans le trésor de l'église Saint-Remi.
Les trente plaques décoratives ont été classées en 1896 au titre des objets Monument historique. Il semble qu'au moment du classement, les plaques étaient réunies par dix sur trois tableaux (hauteur 55 cm, largeur 143 cm).
En 1971, les émaux sont versés par l’archevêché de Reims au musée Saint-Remi.
Ils sont constitués de deux séries, une grisaille et une colorée.
Les émaux en grisaille ont fait l’objet de plusieurs restaurations car l’émail avait été endommagé.

## Réalisation

### Sens de la grisaille et de ses ajouts
Cette série est réalisée en grisaille avec ses tons sombres et sa palette de couleurs limitée. La grisaille était souvent utilisée pour représenter des scènes de martyre, de souffrance et de contemplation spirituelle. Les couleurs sourdes et l'accent mis sur la forme créaient un sentiment de solennité et d'introspection, adapté aux thèmes religieux représentés.
Les ajouts dorés, souvent utilisées pour souligner les personnages, les auréoles et les éléments architecturaux, ajoutent un sentiment de richesse, d'élégance et de sacralité aux compositions. Symboliquement, l'or est souvent associé à la divinité, la pureté et la vie éternelle. Ces rehauts dorés attirent le regard sur des éléments importants, insistant sur leur signification au sein du récit religieux.

### Réalisation technique
L'application des touches dorées impliquait une technique appelée « dorure », qui consistait à appliquer une fine couche de feuille d'or ou de poudre d'or sur les émaux. Ce procédé nécessitait un savoir-faire artisanal précis et un sens aigu du détail.

## Série des émaux en grisaille

### Plaques 1: Prédication de saint Timothée au peuple de l’église de Reims

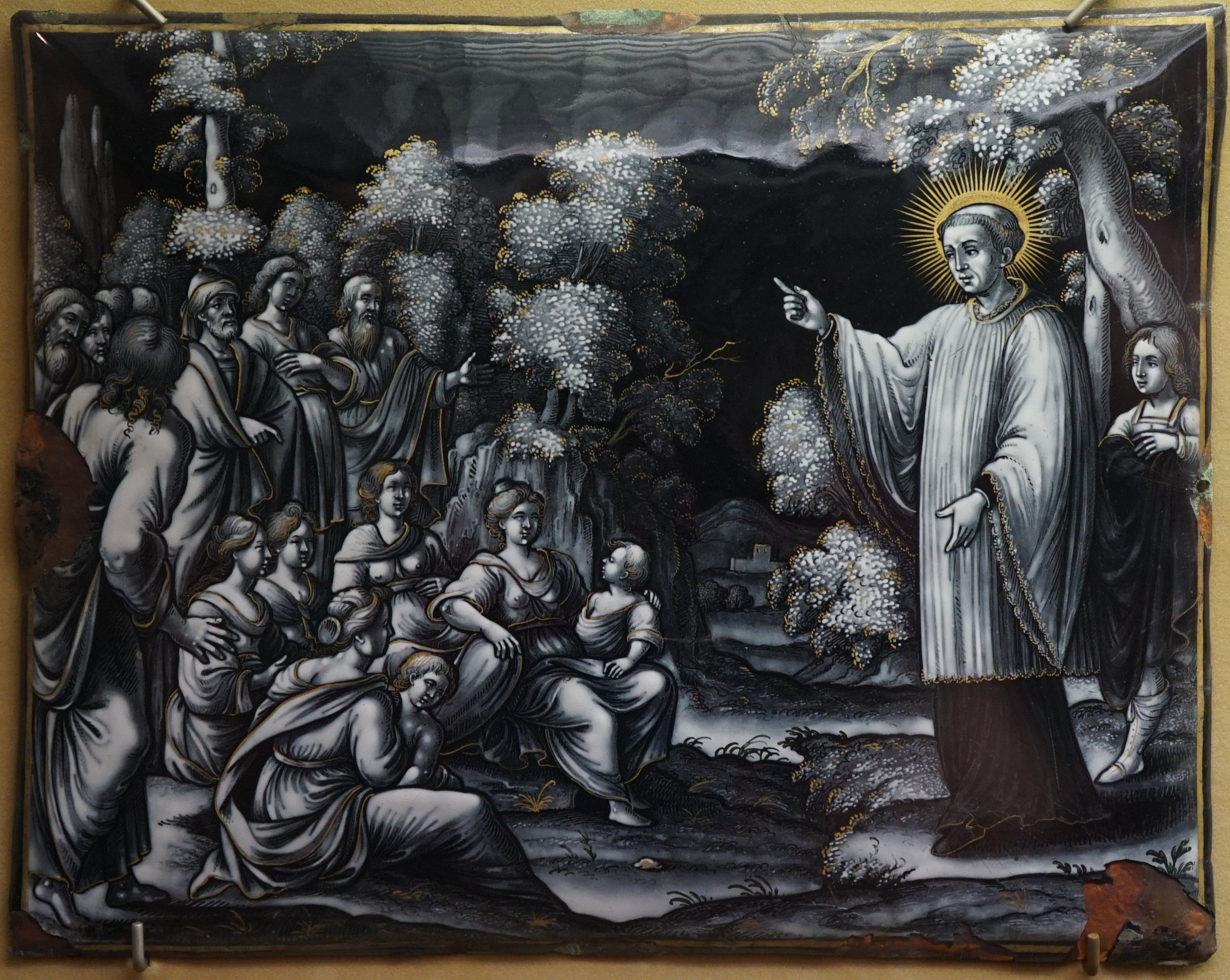
Prédication de saint Timothée au peuple de l’église de Reims

#### Description de la plaque
L'émail présente une scène captivante où saint Timothée, auréolé d'une sainteté divine, s'adresse à une assemblée attentive. Son visage serein et ses gestes expressifs témoignent de sa ferveur et de sa conviction profonde dans le message qu'il transmet.
L'assemblée, composée d'hommes, de femmes et d'enfants, est disposée face au saint. Les hommes se tiennent debout, tandis que les femmes assises tiennent les enfants sur leurs genoux. Tous sont captivés par les paroles de Timothée, leurs regards fixés sur lui avec une attention respectueuse.
Des touches de doré sur les cheveux des femmes ou les plantes, rehaussent l'éclat de la composition, ajoutant une dimension céleste à l'atmosphère sacrée.

#### Sens de la plaque
Cet émail témoigne de la vénération portée à saint Timothée, considéré comme l'un des premiers évêques de Reims et un martyr de la foi chrétienne.
L'émail offre également un aperçu précieux de la vie quotidienne et des pratiques religieuses dans le Reims du XVIIe siècle. La représentation minutieuse des vêtements, des coiffures permet d'imaginer la vie des habitants de l'époque et leur dévotion à leur foi.

### Plaques 2: L’empereur ordonne à saint Maur de sacrifier aux dieux

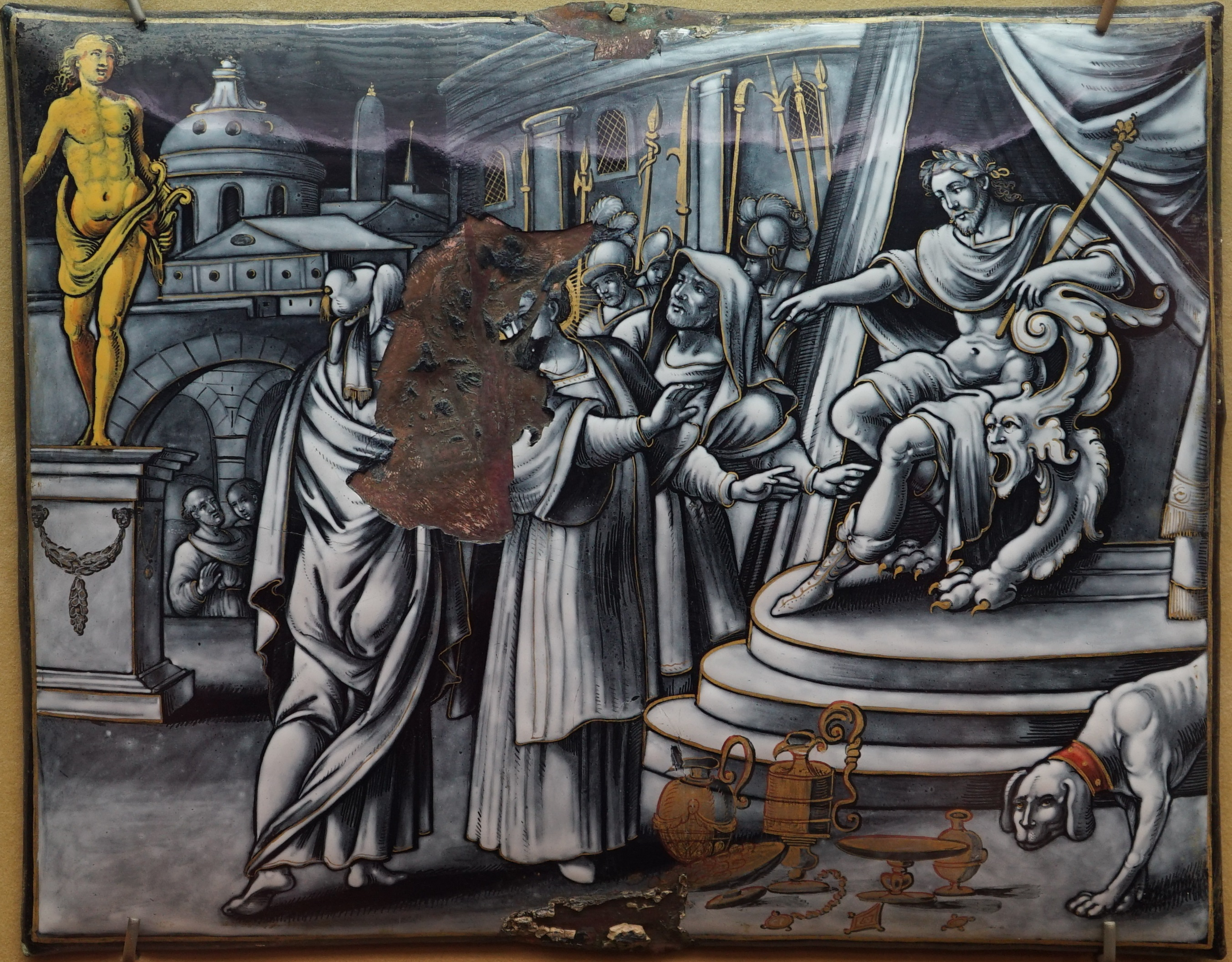
L’empereur ordonne à saint Maur de sacrifier aux dieux

#### Description de la plaque
La scène "L’empereur ordonne à saint Maur de sacrifier aux dieux, se déroule dans l'intérieur d'un palais romain, symbolisé par une architecture imposante avec des colonnes et des drapés. Au premier plan, à gauche, se tient saint Maur, vêtu d'une simple tunique et auréolé d'une lumière divine. Son visage exprime la fermeté et la détermination, tandis que sa main droite est posée sur sa poitrine en signe de foi.
Face à lui, sur un trône somptueux, se trouve l'empereur romain, identifiable à ses vêtements richement décorés et à sa couronne. Son visage est sévère et autoritaire, et il tend la main vers une statue d'une divinité païenne placée sur un autel.

#### Sens de la plaque
Cet émail représente le moment où l'empereur ordonne à saint Maur de faire un choix : renier sa foi ou subir le martyre.
La scène met en lumière la force de la foi de saint Maur, qui reste inébranlable face à la menace de l'empereur. Elle symbolise également la persécution des chrétiens par l'Empire romain et la lutte entre la foi chrétienne et les religions païennes.

### Plaques 3: Arrivée de saint Timothée en prison

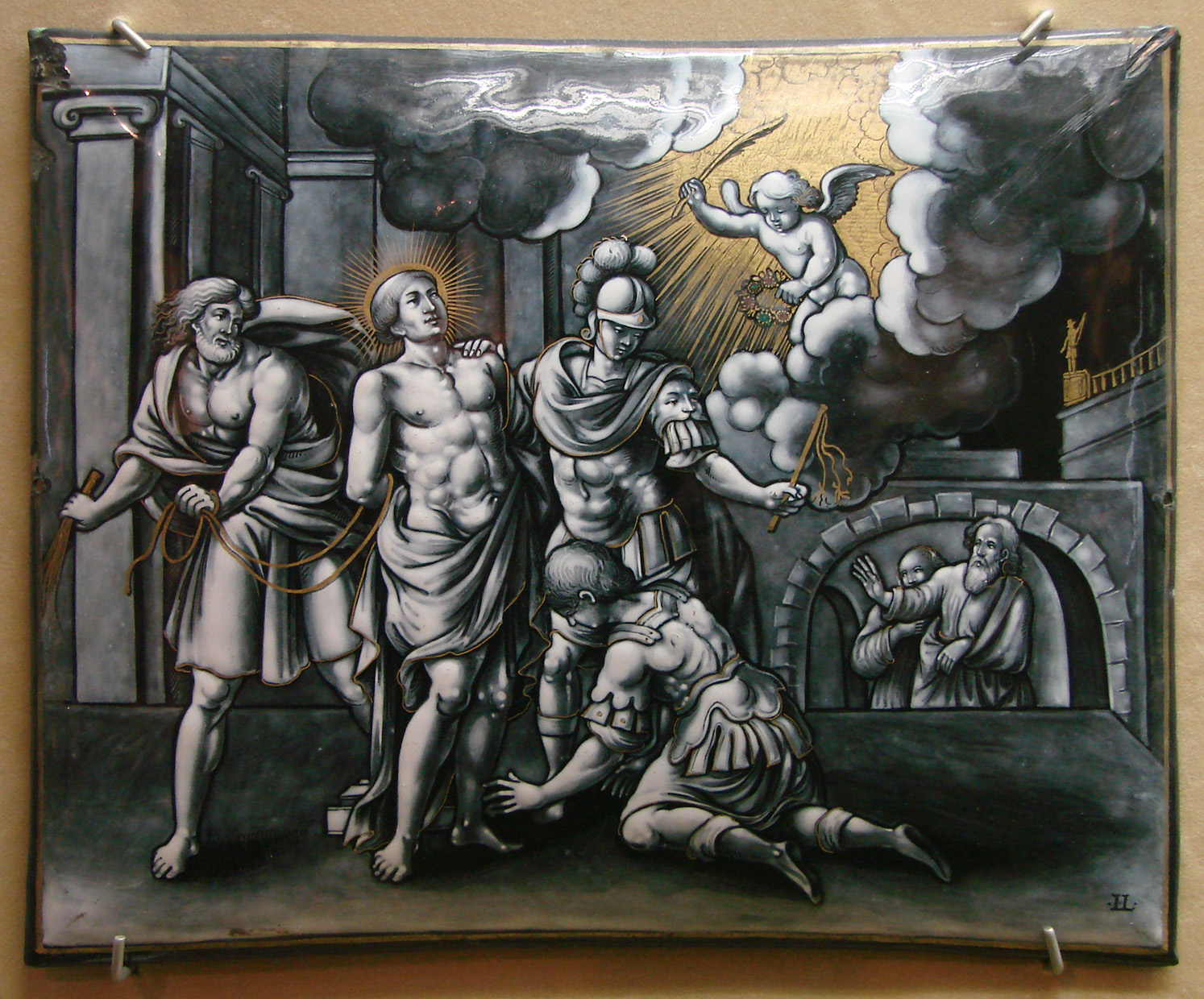
Arrivée de saint Timothée en prison

#### Description de la plaque
La scène décrit un moment crucial de l'histoire de Saint Timothée : son arrestation et son emprisonnement pour avoir répandu la foi chrétienne. L'expression du visage est rayonnante.

#### Sens de la plaque
L'expression du visage traduit un sentiment de foi inébranlable et de protection divine, même face à l'adversité.
Il représente l'engagement indéfectible des premiers chrétiens envers leurs croyances, même face à la persécution et à l'emprisonnement. L'attitude calme et digne de Saint Timothée sert d'exemple de force et de résilience chrétiennes.

### Plaques 4: Supplice d'un martyr

#### Description de la plaque
La scène, représentant le martyr, suspendu sur une croix. La figure du martyr, rendue dans un contraste saisissant de lumière et d'ombre, se détache sur le ciel orageux. Son corps est tordu de douleur, mais son regard reste fixé vers les cieux, son expression est sereine et inébranlable. Un halo rayonnant entoure sa tête, symbolisant son statut divin et sa foi inébranlable.

#### Sens de la plaque
Cet émail représente la foi et la résilience inébranlables des premiers chrétiens face à la persécution et à la mort.
Le regard inébranlable du martyr vers le ciel signifie sa foi indéfectible en Dieu et sa croyance au salut éternel. L'auréole rayonnante autour de sa tête renforce son statut de saint et de symbole du martyre chrétien.

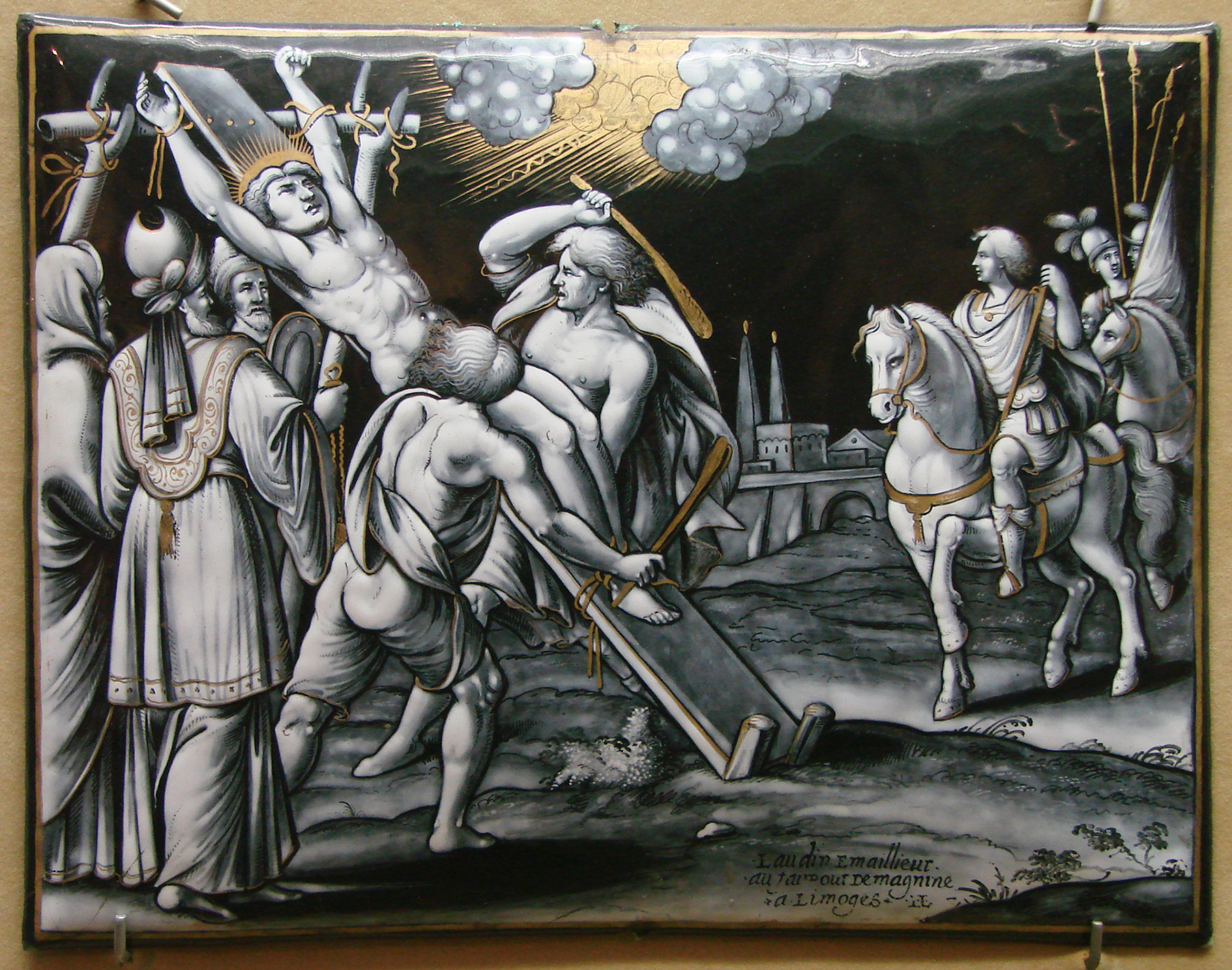
Supplice d'un martyr

### Plaques 5: Conversion de saint Apollinaire

#### Description de la plaque
La partie supérieure de la plaque représente l'intervention divine qui a conduit à la conversion de Saint Apollinaire.
Dieu le Père émerge de nuages tourbillonnants, sa figure rayonnante illuminée par une lueur céleste. Il tend la main vers Saint Apollinaire, qui se tient en dessous, le regard rempli d'admiration et de respect. Des faisceaux de lumière dorée descendent du ciel vers Saint Apollinaire et symbolisant la grâce divine qui lui est accordée.
Saint Apollinaire est représenté à genoux, les mains jointes en prière. Son armure gît à côté de lui, signifiant son renoncement à sa carrière militaire et son adoption du christianisme. Deux anges, aux ailes déployées, flanquent Saint Timothée, leur présence renforçant le caractère sacré de la scène.

#### Sens de la plaque
Cet émail représente le pouvoir transformateur de la grâce divine et la volonté individuelle d'embrasser la foi.
La posture agenouillée de Saint Apollinaire, ses mains jointes en prière, exprime son humilité, sa dévotion et son acceptation du message divin.
L'armure abandonnée et la présence d'anges renforcent encore la signification de la conversion de Saint Apollinaire. Le fait de se débarrasser de l'armure signifie son renoncement aux poursuites terrestres et son engagement envers une vie spirituelle, tandis que les anges représentent la guidance et la protection divines.

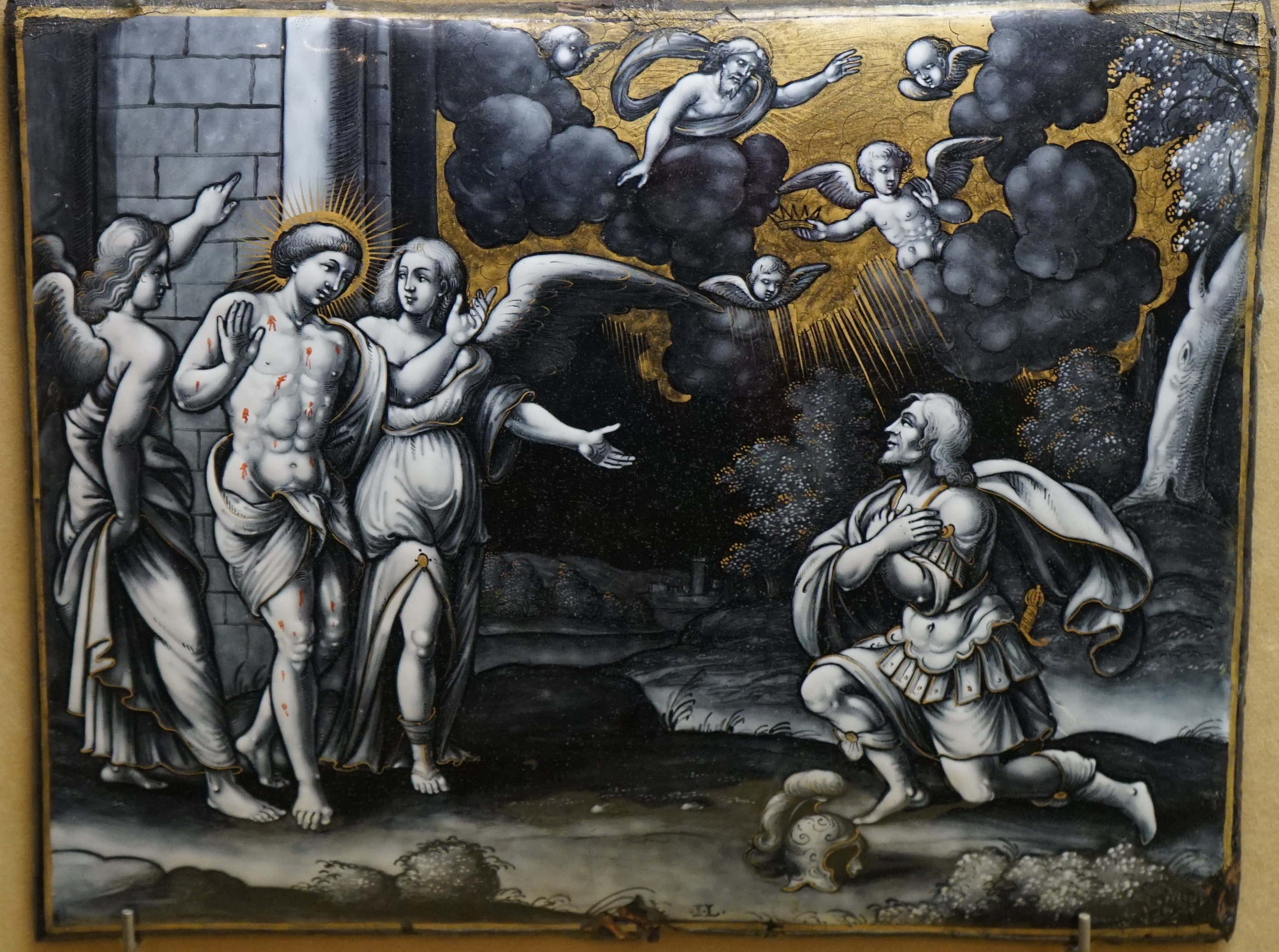
Conversion de saint Apollinaire

### Plaques 6: Saint Preject et saint Juvin, compagnons de saint Timothée, amenés devant l’empereur

#### Description de la plaque
L'émail dépeint le moment où saints Preject et Juvin, compagnons de Saint Timothée, sont amenés devant l'empereur romain, vraisemblablement pour être jugés et condamnés pour leur foi chrétienne.
L'empereur est assis sur un trône imposant, vêtu à la romaine et porte un sceptre doré. Son regard sévère et sa posture autoritaire suggèrent son pouvoir et son hostilité envers les chrétiens. Les soldats, brandissant des armes et symbolisant la force coercitive de l'empire, entourent l'empereur et les saints auréolés et vêtus comme les soldats.

#### Sens de la plaque
Cet émail met en lumière le courage et la foi des saints face à l'oppression impériale et leur volonté de défendre leurs convictions malgré les risques encourus. L'œuvre invite à la réflexion sur la persécution religieuse, la liberté de conscience et le triomphe de la foi face à l'adversité.

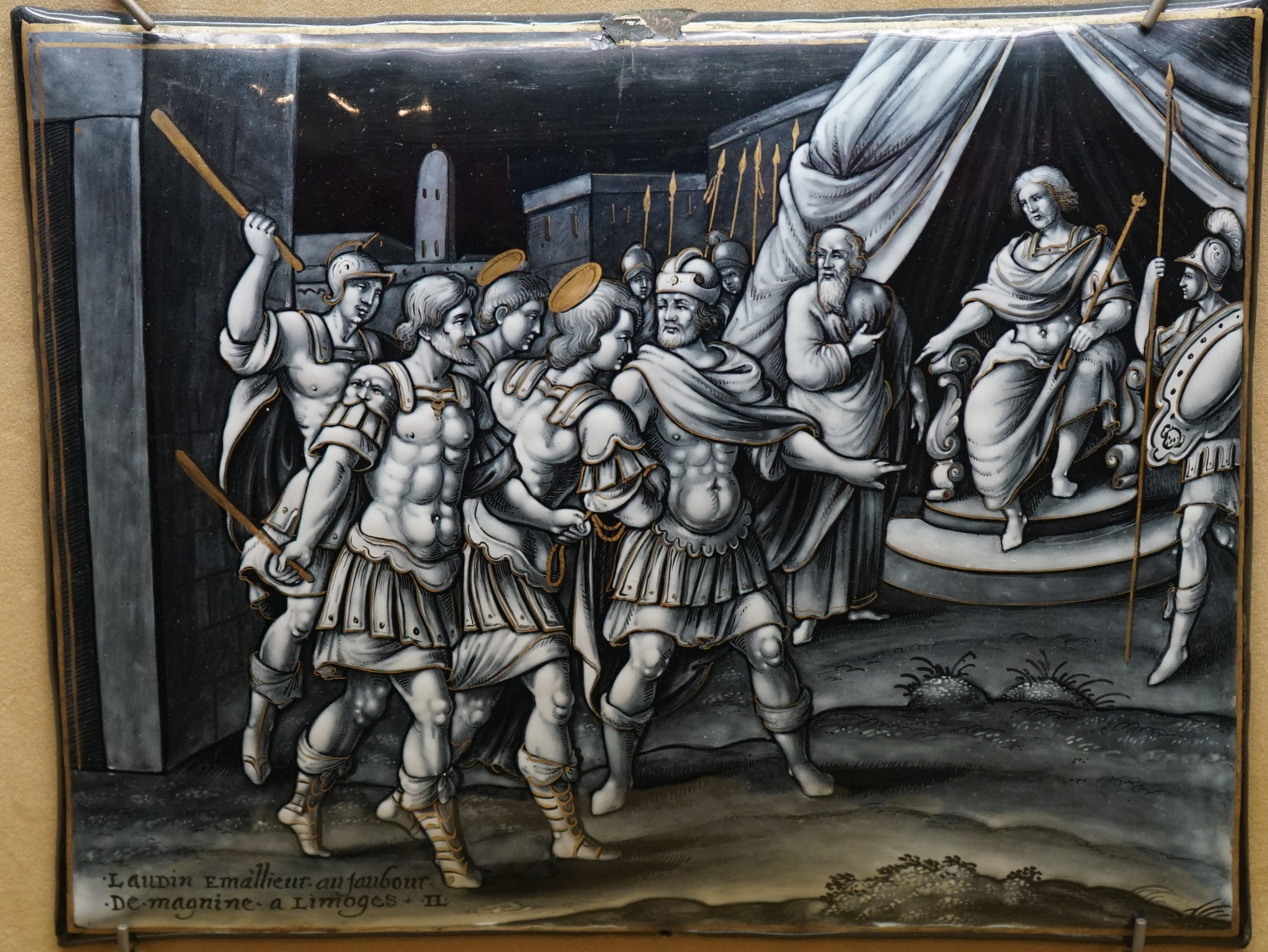
Saint Preject et saint Juvin, compagnons de saint Timothée, amenés devant l’empereur

### Plaques 7: Saint Timothée et saint Apollinaire en prison

#### Description de la plaque
L'émail dépeint saint Apollinaire et saint Timothée, emprisonnés pour leur foi chrétienne, recevant des visiteurs. Leurs visages expriment la sérénité et la foi malgré leur captivité. Saint Apollinaire est enchaîné mais pas saint Timothé. Une cuirasse dorée à ses pieds rappelle son ancien état de soldat.

#### Sens de la plaque
Cet émail illustre un moment de réconfort et d'espoir au milieu des souffrances endurées par saint Timothée et saint Apollinaire pendant leur emprisonnement. La venue des visiteurs renforce leur foi et leur rappelle la récompense céleste qui les attend.

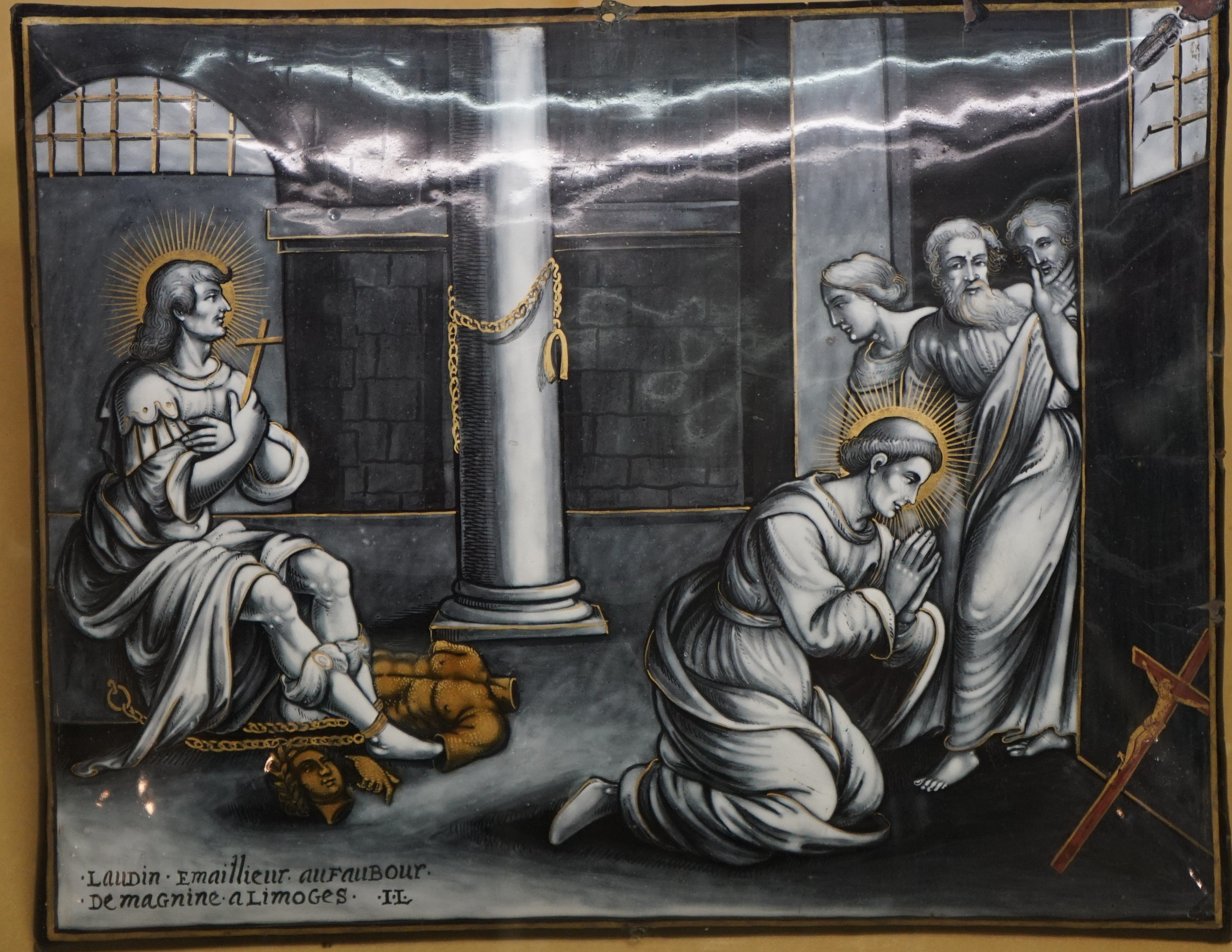
Saint Timothée et saint Apollinaire en prison

### Plaques 8: Arrestation de saint Maur

#### Description de la plaque
L'émail de l'"Arrestation de saint Maur" est constituée de deux scènes. Celle de devant représente Saint Maur les mains jointes tenu par deux soldats dont un armé d'une masse et en deuxième scène à droite en fond une foule fuyante ainsi qu'un mur d'enceinte avec une tour.

#### Sens de la plaque
L'émail "Arrestation de saint Maur" met en lumière la persécution religieuse subie par saint Maur et les premiers chrétiens. 
Les mains jointes de saint Maur peuvent symboliser son humilité et sa soumission à la volonté de Dieu dans le cadre de son arrestation. La partie gauche de la scène montre l'arrestation de Saint Maur, tandis que celle de droite illustre la peur et la confusion qui règnent parmi la population.

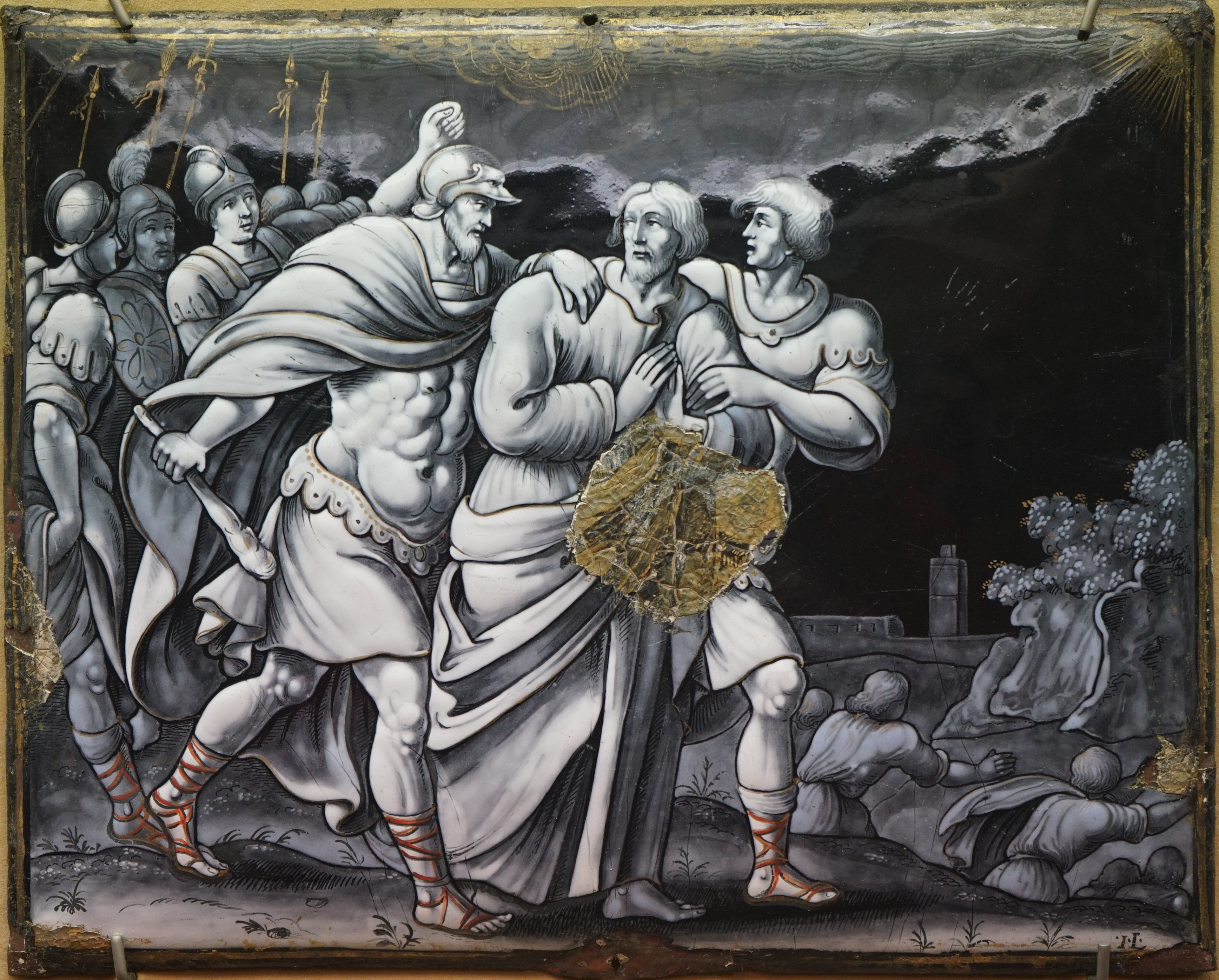
Arrestation de saint Maur

### Plaques 9: Saint Maur devant l’empereur

#### Description de la plaque
L'émail représente saint Maur, disciple de saint Benoît, devant l'empereur romain, qui ordonne à saint Maur de sacrifier aux dieux païens symbolisés par une statue de déesse en arrière-plan. Saint Maur, reconnaissable à ses vêtements liturgiques, refuse de se soumettre à l'empereur et brandit une croix en signe de sa foi chrétienne. L'empereur, assis sur un trône imposant, est vêtu à la romaine et tient un sceptre dans sa main. Son expression sévère et autoritaire laisse peu de doute sur ses intentions. 
Saint Maur devant l’empereur.

#### Sens de la plaque
L'émail représente le triomphe de la foi chrétienne sur le paganisme. Saint Maur, malgré les menaces de l'empereur, reste fidèle à ses convictions et refuse de renoncer à sa foi. Il est un exemple de courage et de persévérance pour les chrétiens.

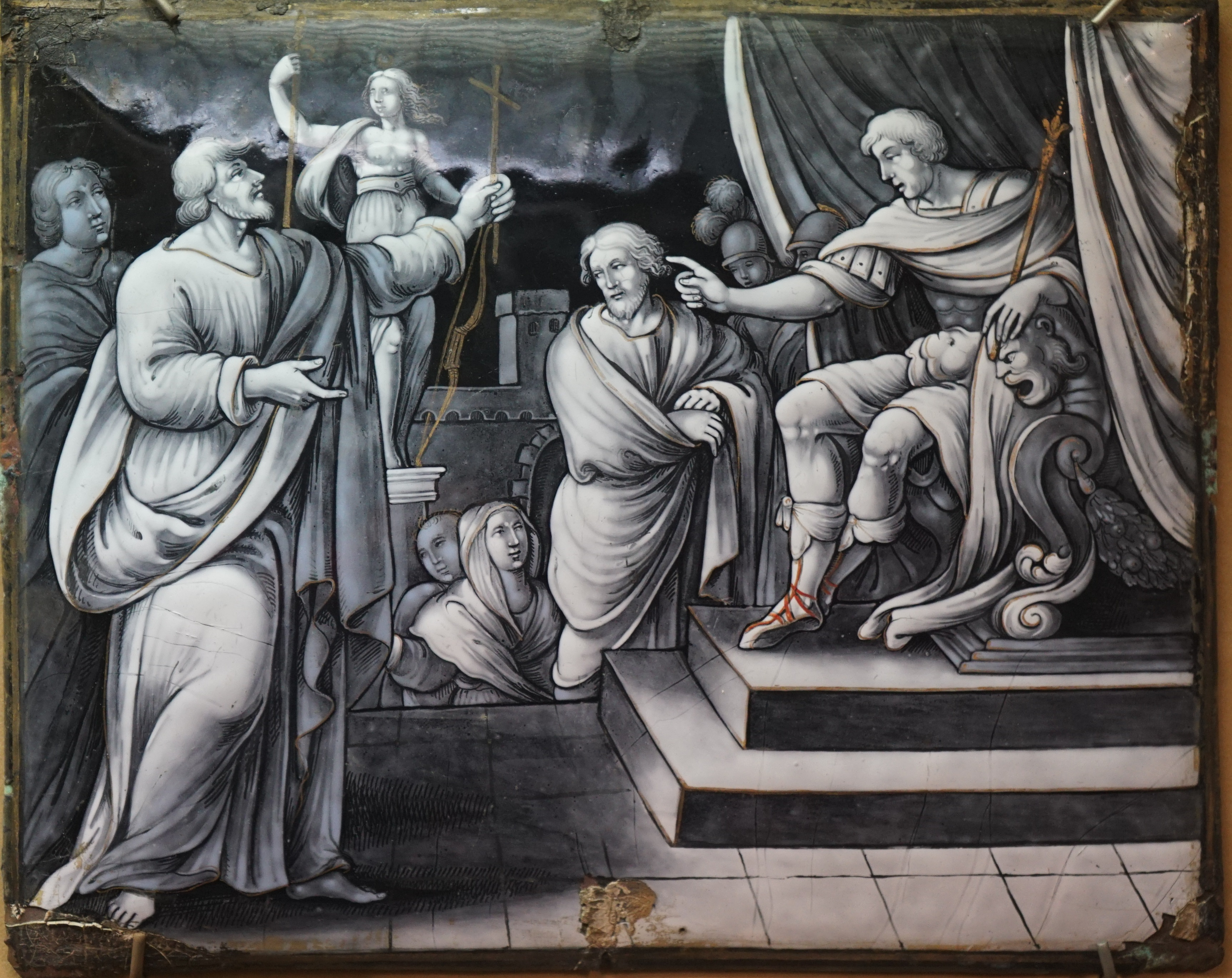
Saint Maur devant l’empereur

### Plaques 10: Prononciation de la sentence

#### Description de la plaque
Saint Maur se tient debout à gauche de la scène, les mains liées et le regard baissé. Il est vêtu d'une simple robe monastique, indiquant son humilité et sa dévotion à sa foi. Face à lui, au centre de la scène, se trouve l'empereur romain, assis sur un trône. L'empereur est vêtu d'une cuirasse richement décorée et coiffé d'une couronne de laurier, symboles de son pouvoir et de son autorité. Il tient un sceptre à la main, un autre symbole de son règne. Il est entouré de ses soldats, casqués et armés de boucliers et de piques. Leur présence souligne le pouvoir de l'empereur et la menace que Saint Maur affronte.

#### Sens de la plaque
L'émail rappelle la persécution des chrétiens, le conflit entre le temporel et le spirituel, l'importance de la foi et l'espoir du salut.

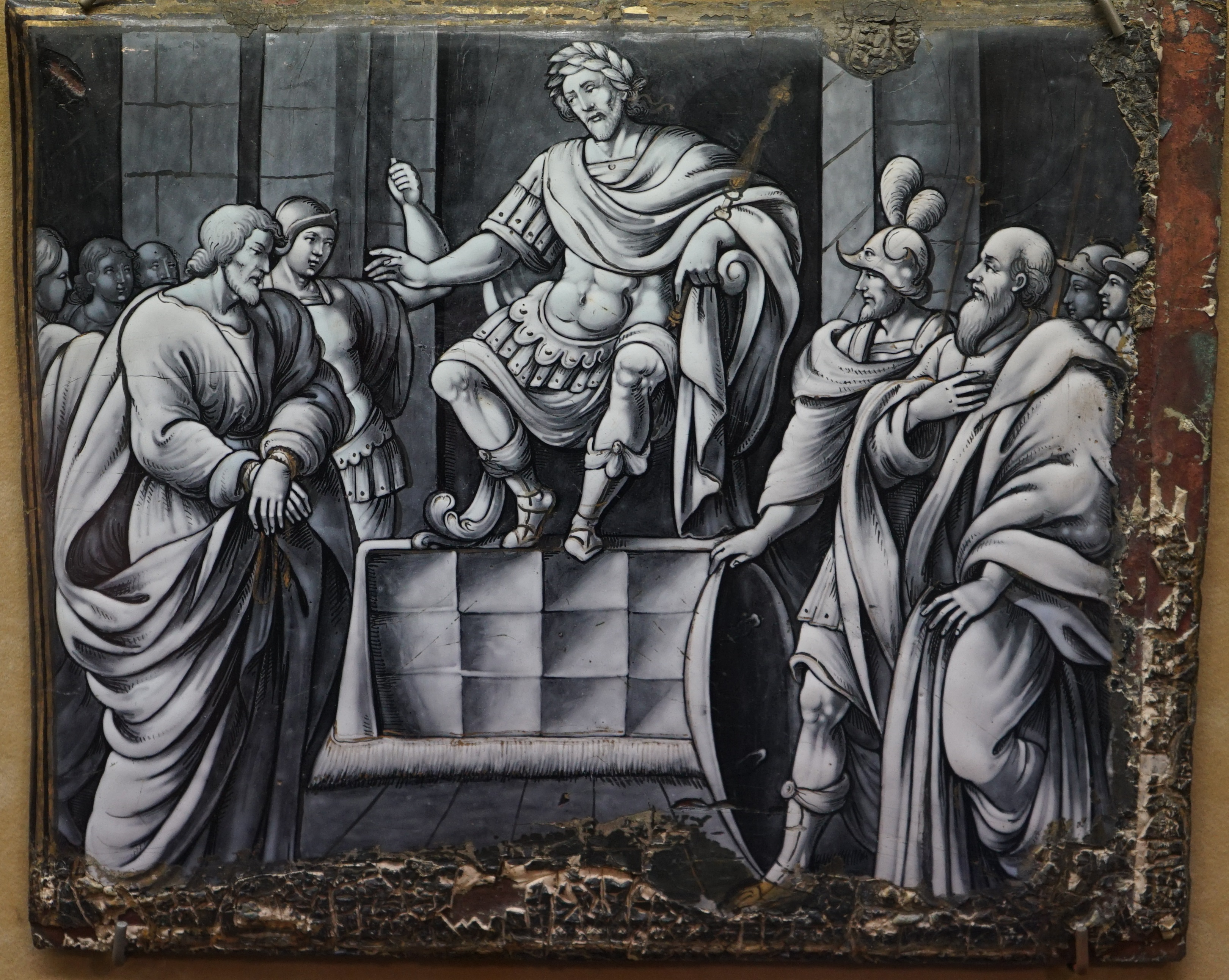
Prononciation de la sentence

### Plaques 11: Le martyre de saint Maur

#### Description de la plaque
L'émail dépeint Saint Maur, disciple de saint Benoît, en premier plan, genouillé au sol, les mains jointes en prière et le regard tourné vers le ciel. Il est entouré d'un groupe de soldats romains qui tiennent des masses et des pierres.
En arrière-plan, on peut voir un soldat avec un glaive levé, près à frapper une personne. Le ciel au-dessus émet des rayons, suggérant la présence d'une intervention divine.

#### Sens de la plaque
L'émail "Le martyre de saint Maur" est une représentation puissante et évocatrice de la foi inébranlable et du courage des premiers chrétiens face à une persécution implacable. La dévotion sans faille de saint Maur à ses croyances, même face à la mort imminente, témoigne de la force de l'esprit humain et du pouvoir de la foi. L'émail souligne également la brutalité et la cruauté de la persécution des chrétiens par l'Empire romain. 

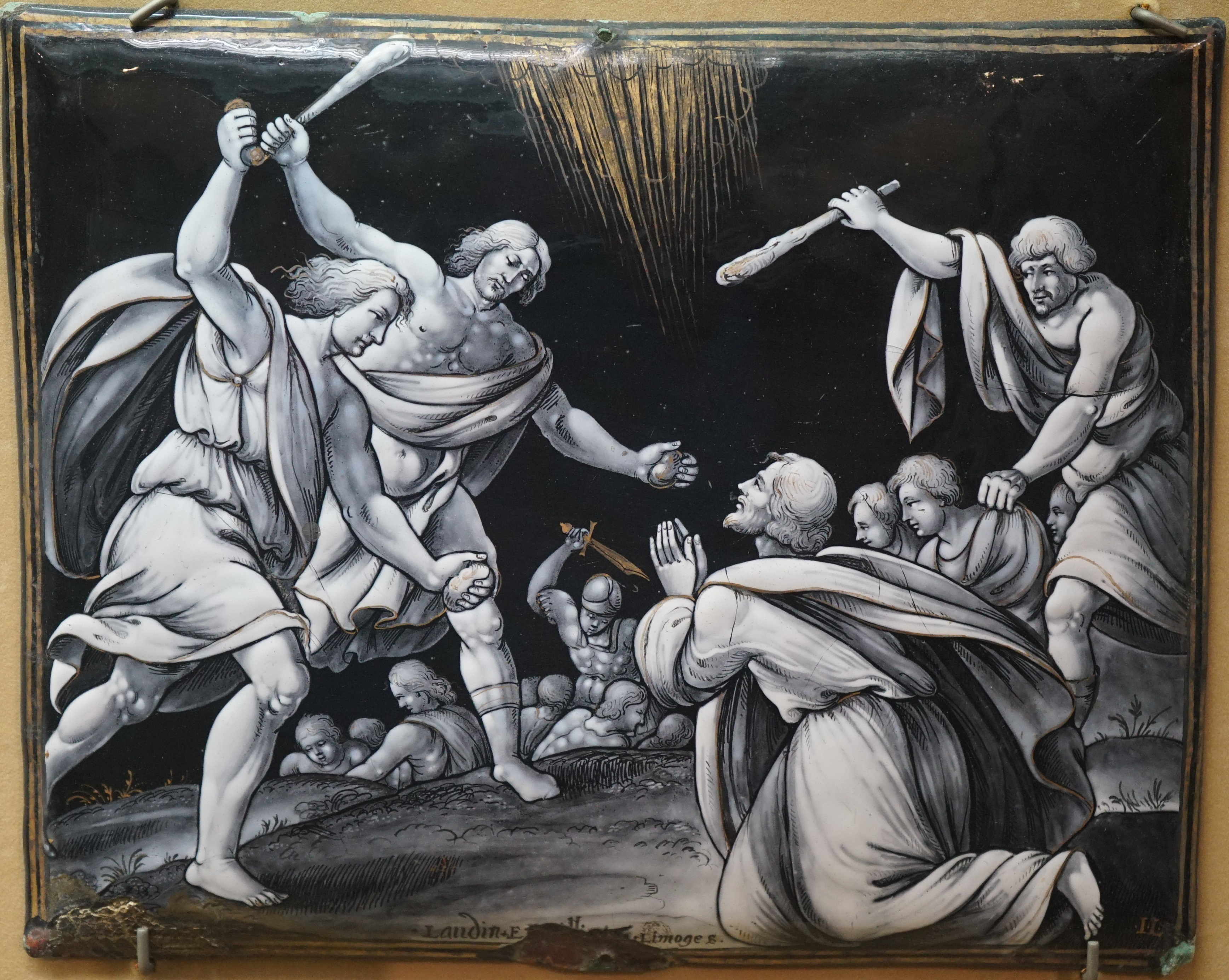
Le martyre de saint Maur

### Plaques 12: exécution de plusieurs martyrs et punition de Lampade, leur juge

#### Description de la plaque
L'émail dépeint une scène dramatique de martyre et de châtiment divin. Au centre du premier plan, un groupe de martyrs chrétiens se tient résolument au milieu d'un chaos de persécution et de violence. Une tête est décapitée alors qu'un homme lève un glaive pour une seconde décapitation alors que d'autre martyrs assistent à la scène. Sur la gauche, un homme coiffé d'une couronne de laurier symbolisant Lampade, leur juge, est frappé par un eclair, les soldats qui l'entourent s'enfuis.
Des rayons de lumière divine émanent du ciel et projettent des éclairs menaçants sur les soldats romains.
Exécution de plusieurs martyrs et punition de Lampade, leur juge.

#### Sens de la plaque
L'émail "Exécution de plusieurs martyrs et punition de Lampade, leur juge" est une représentation puissante et évocatrice du triomphe de la foi sur la persécution et de la justice divine qui attend ceux qui nuisent aux innocents. Les martyrs, bien qu'affrontant la mort imminente, restent inébranlables dans leurs convictions, leur foi inébranlable symbolisée par la lumière céleste qui les entoure. L'intervention de la figure céleste souligne la présence du pouvoir et de la protection divins, tandis que la peur et la consternation sur le visage de Lampade mettent en évidence les conséquences de ses actions injustes.

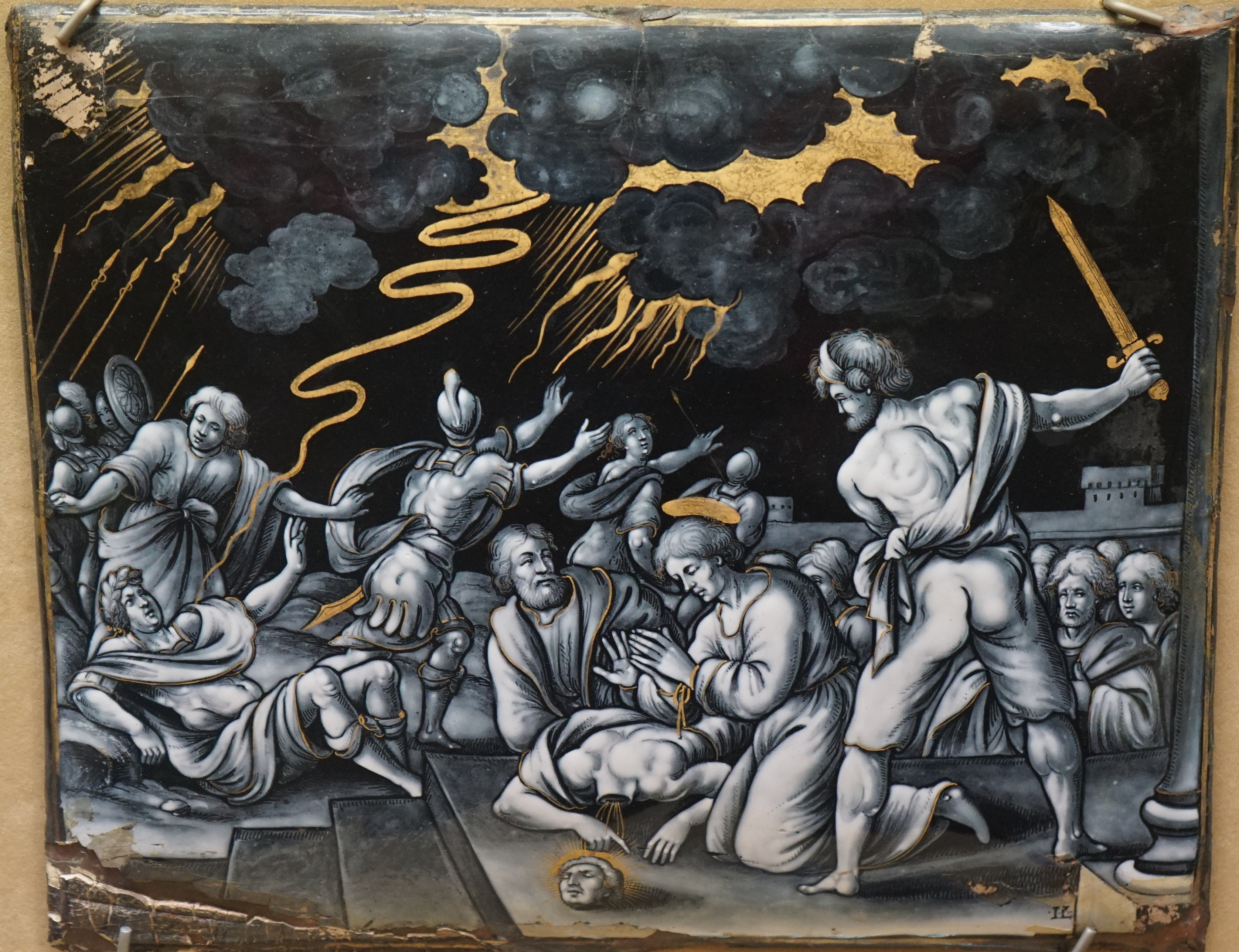
Exécution de plusieurs martyrs et punition de Lampade, leur juge

### Plaques 13: Inhumation des martyrs

#### Description de la plaque
L'émail dépeint une procession funéraire se dirigeant vers l'entrée d'une église. Un groupe d'hommes et de femmes, leurs visages éclairés par les flammes vacillantes des flambeaux, marche en procession lente et ordonnée. Au centre du cortège, plusieurs personnages portent un cercueil recouvert d'un drap orné d'une croix. Le poids du cercueil suggère la finalité de la mort, tandis que la croix symbolise la foi du défunt et l'espoir du salut. L'église, avec son architecture imposante, représente la présence durable de la foi religieuse et la promesse de la vie éternelle. À droite du cortège, un homme se tient debout sur des béquilles, sa silhouette fragile contrastant avec l'énergie vibrante des porteurs de flambeaux. Il observe la procession méditant peut-être sur sa propre mortalité et l'inévitabilité de la mort. Sur le sol, un homme gît prostrée, son corps entouré d'un tourbillon de couleurs. Cette figure énigmatique pourrait représenter l'âme du défunt, quittant le royaume terrestre et montant vers les cieux. Les couleurs vives suggèrent le passage de la vie terrestre au royaume éternel de la lumière et de l'esprit.

#### Sens de la plaque
L'émail est une riche de symboles qui évoque des thèmes de la foi, de la mortalité et de l'au-delà. La procession, avec son allure sombre mais déterminée, représente le voyage humain à travers la vie et le passage inévitable vers la mort. L'église, avec sa présence imposante et la croix accueillante, symbolise l'espoir du salut et la promesse de la vie éternelle.
Les personnages qui portent le cercueil représentent ceux qui ont accepté la perte d'un être cher et l'accompagnent maintenant dans son dernier voyage. Le vieil homme sur béquilles rappelle la fragilité humaine et l'inévitabilité de la mort, tandis que la figure prostrée avec le tourbillon de couleurs suggère la libération de l'âme du royaume terrestre et son ascension vers les cieux.

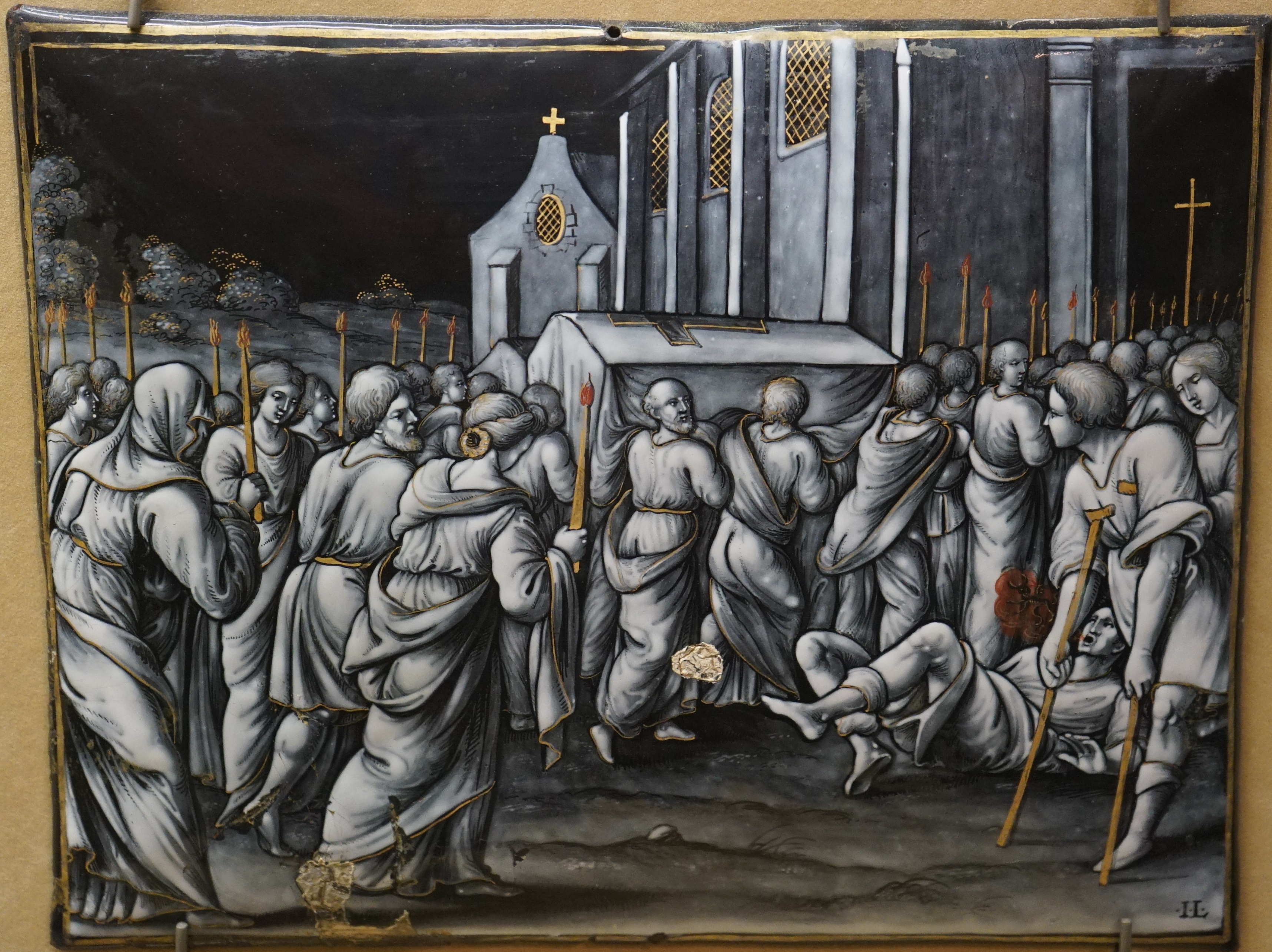
Inhumation des martyrs

### Plaques 14: Apothéose des martyrs

#### Description de la plaque
L'émail dépeint une scène triomphale de l'Apothéose de martyrs, leur souffrance terrestre transcendée vers un royaume céleste de gloire éternelle. Au centre de la composition, une figure centrale, sans doute saint Maur, agenouillée sur un genou, les bras tendus dans un geste d'abandon et d'adoration, regarde vers le haut en direction d'un triangle rayonnant situé en haut à gauche. Ce triangle, représente la présence divine, la source ultime de lumière, de salut et de vie éternelle.
Le martyr central, les bras ouverts signifient son acceptation de la grâce divine et sa disposition à monter dans le royaume céleste. À sa droite, une file d'autres martyrs attend patiemment leur tour pour rejoindre leur camarade dans l'étreinte céleste. certains tiennent la palme du martyre, symbole de martyre et de victoire, sont représentées dans diverses postures de respect et d'anticipation. Leurs expressions sereines et leur comportement calme suggèrent leur acceptation de leur sort et leur foi inébranlable en la promesse d'une récompense éternelle.

#### Sens de la plaque
L'émail "Scène d'apothéosede martyrs" est une représentation puissante du martyre chrétien, capturant les thèmes de la foi, du sacrifice et de la promesse du salut éternel. La figure centrale, agenouillée en adoration, incarne la foi et le courage inébranlables des martyrs, qui ont volontairement enduré la persécution et la mort pour leurs convictions.
Le triangle rayonnant, la destination céleste, symbolise la présence divine, source ultime de lumière, d'amour et de vie éternelle. Les martyrs, leur corps enveloppé de lumière céleste, sont représentés dans un état d'apothéose, leur souffrance terrestre transcendée vers un royaume de bonheur éternel.
Les anges, avec leur présence protectrice et leurs gestes de guide, renforcent la notion d'intervention divine et la promesse de salut pour ceux qui sont restés fidèles. Ils servent d'intermédiaires entre les martyrs terrestres et le royaume céleste, comblant le fossé entre l'humain et le divin.

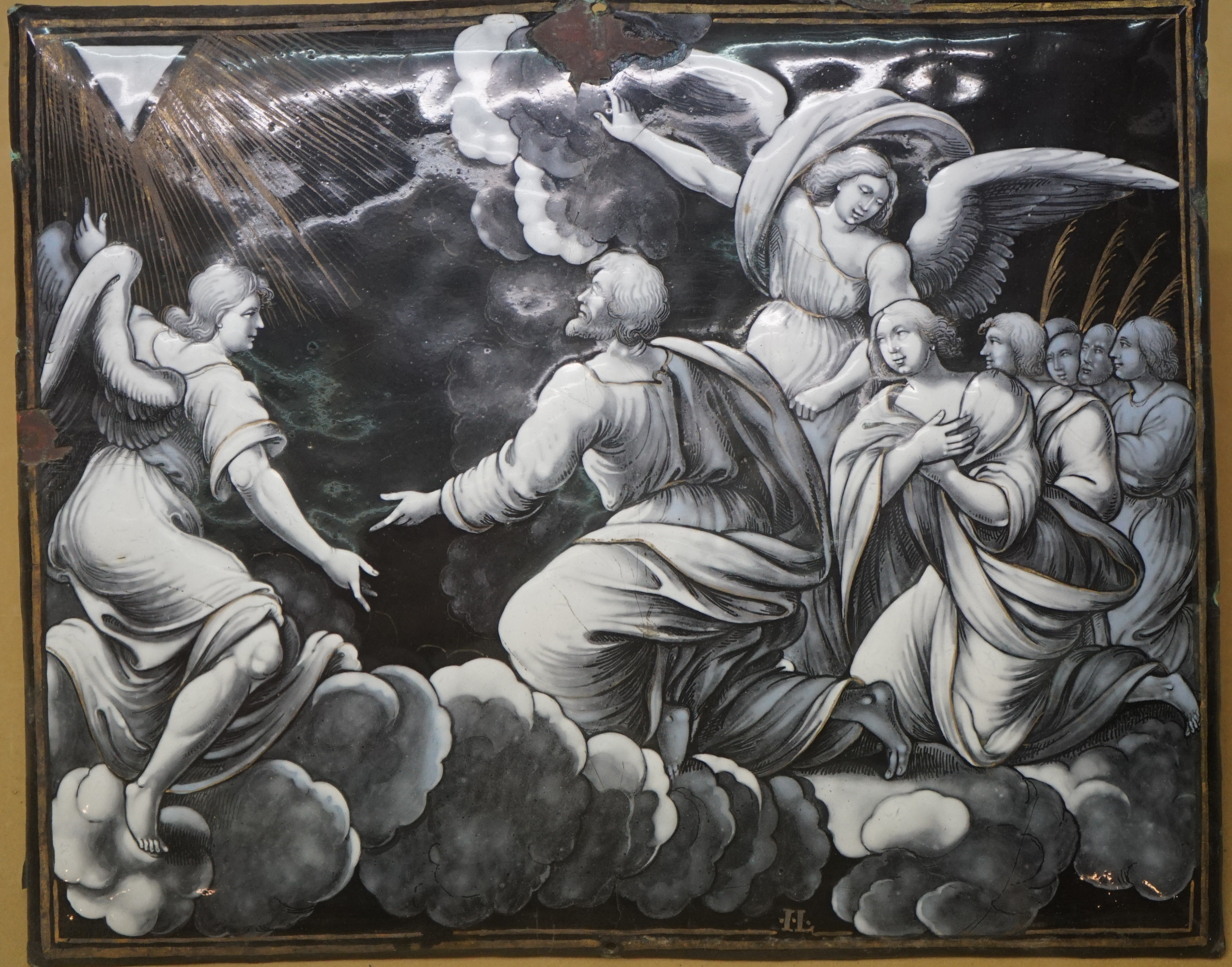
Apothéose des martyrs

## Série des émaux coloriés
Une série de quatorze émaux coloriés est consacrée à saint Thimothée et le prêtre Maur.
- Saint Timothée et saint Maur
- Ordination de saint Timothée et saint Maur
- Saint Maur administre le sacrement du baptême
- Saint Maur administre le sacrement de confirmation
- Saint Maur traduit devant l'empereur
- Emprisonnement de saint Timothée et saint Maur
- Saint Timothée pressé d'embrasser le culte des idoles
- Saint Maur pressé de renoncer à sa foi
- Saint Timothée pressé de sacrifier aux dieux
- Martyr de saint Timothée
- Autre martyr de saint Timothée
- Décollation d'un martyr
- Saint Timothée et saint Apollinaire
- Saint Timothée

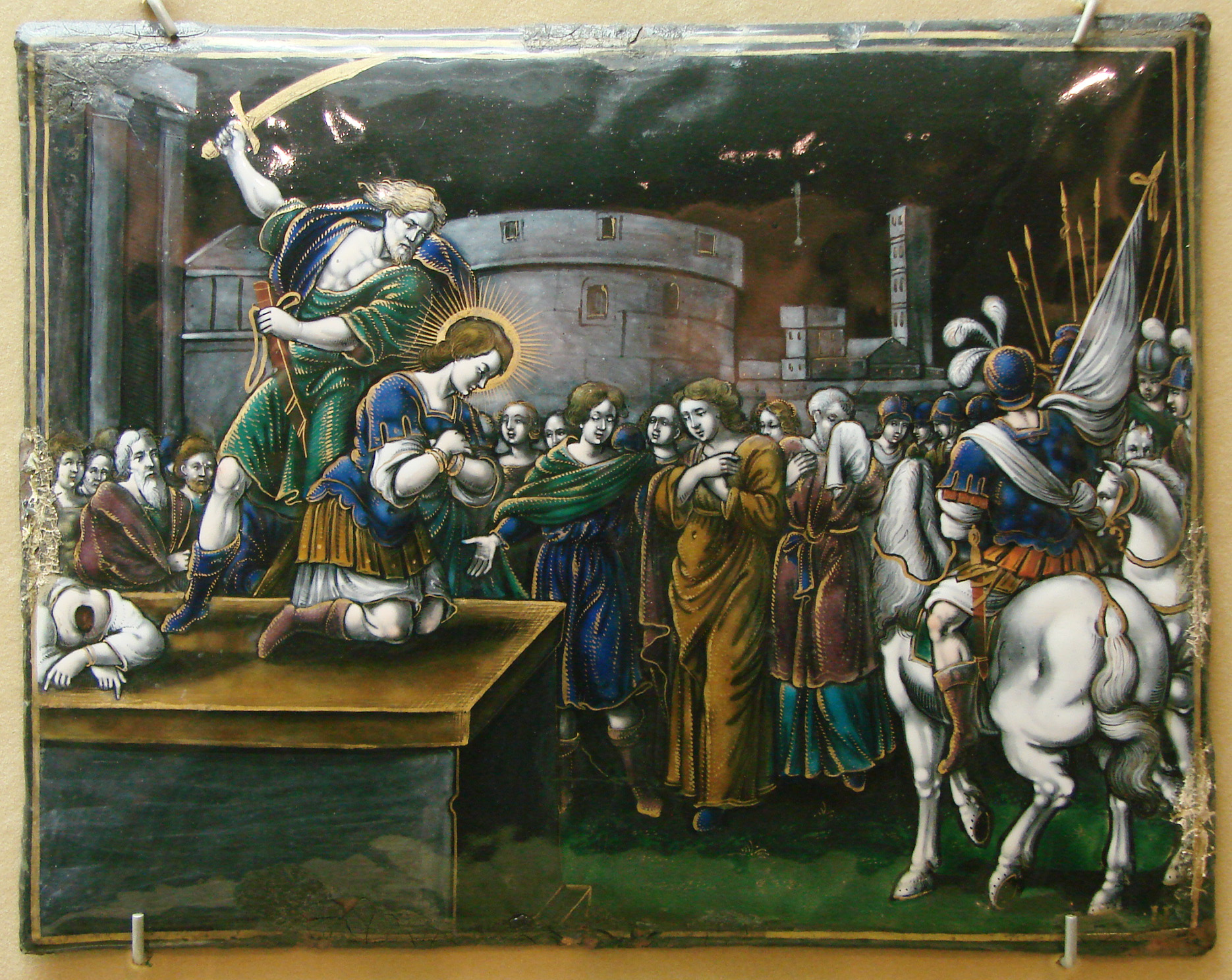
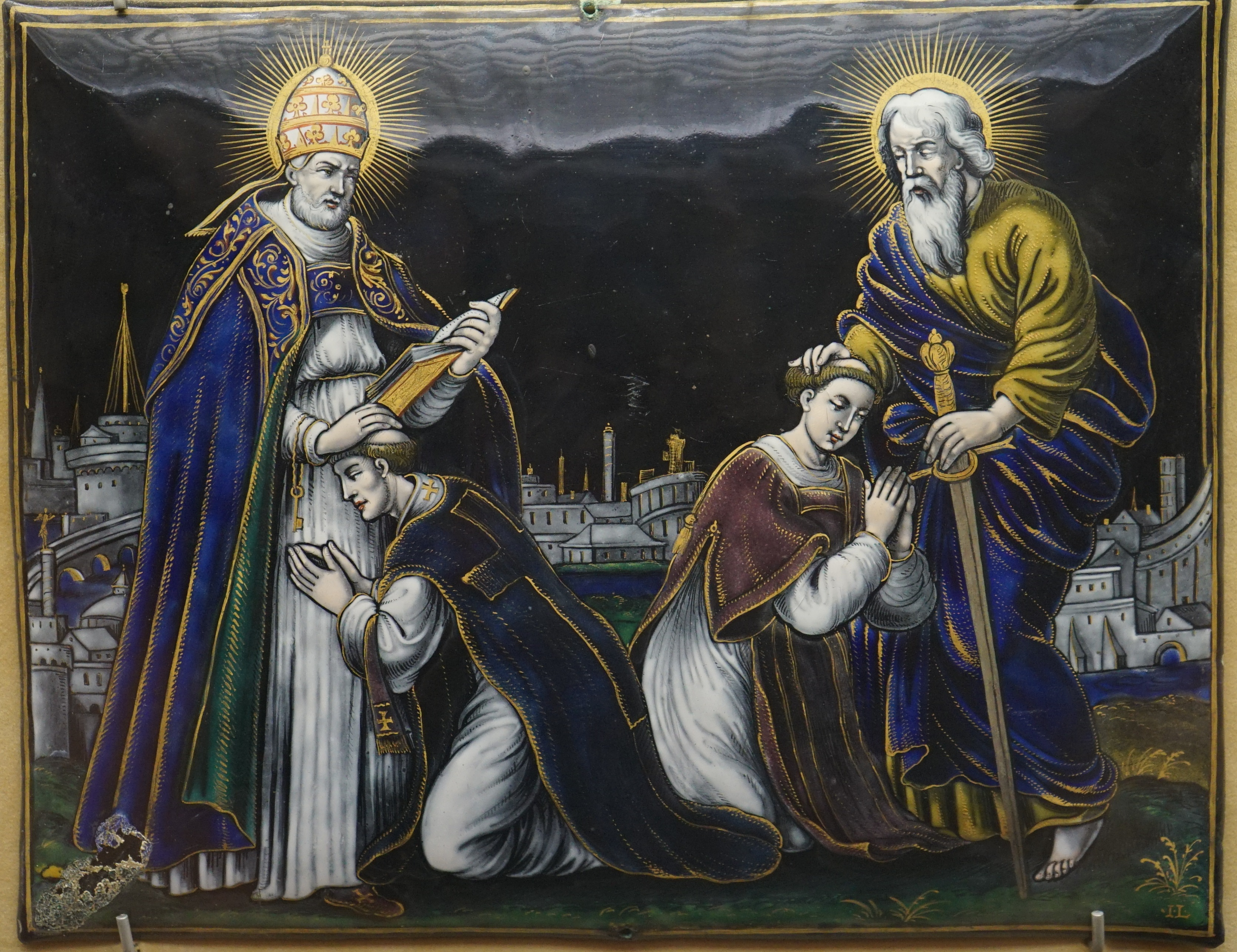
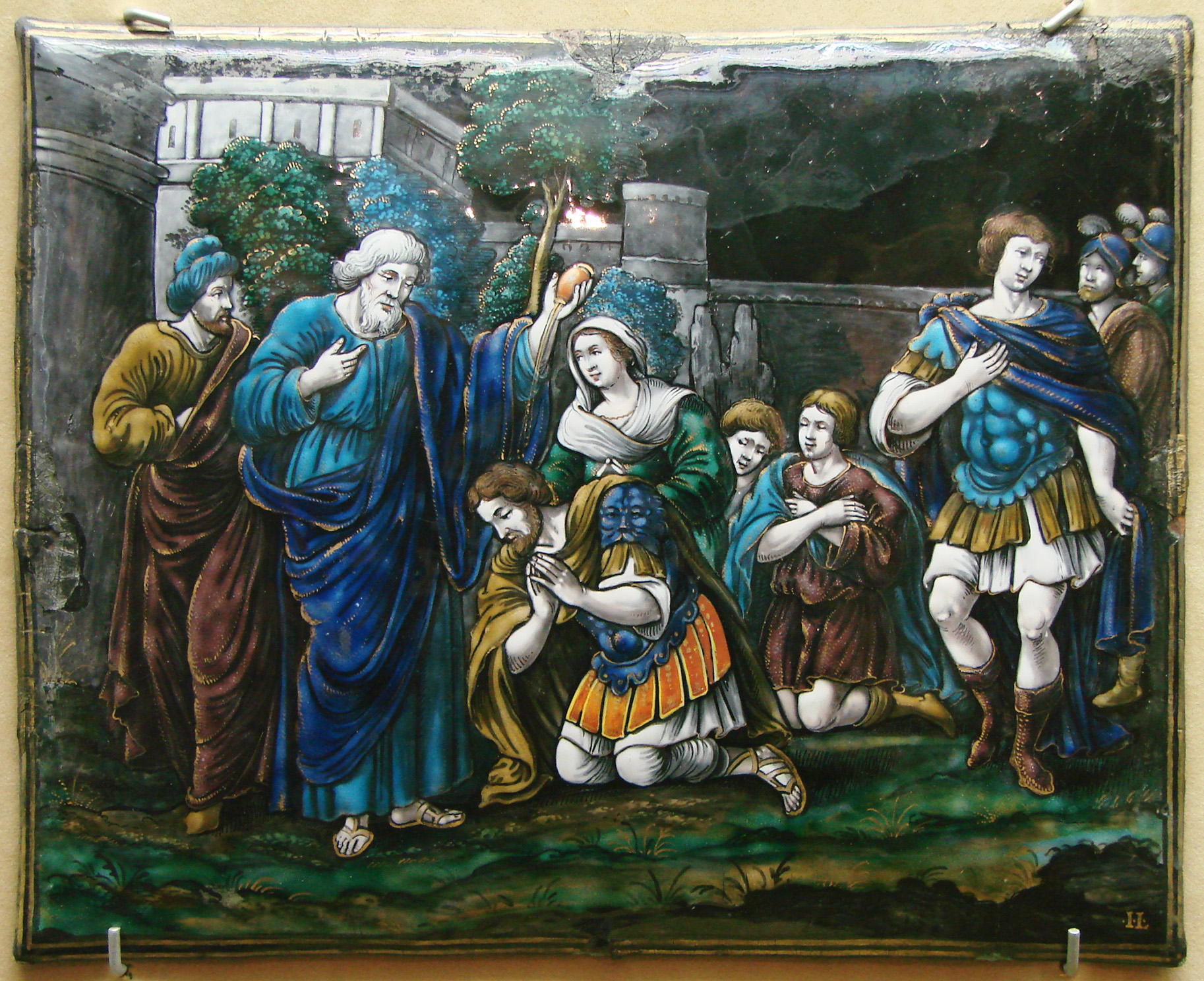
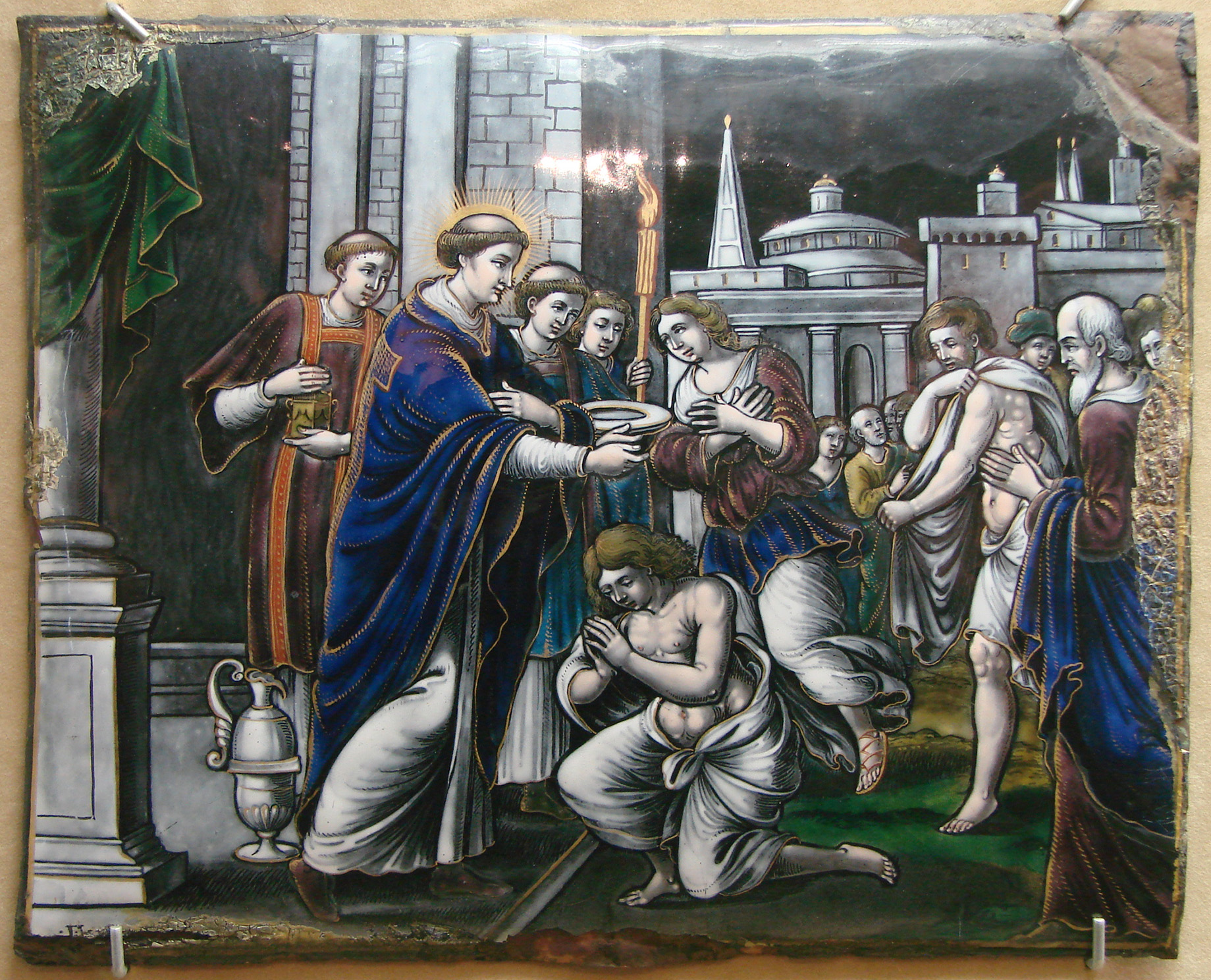
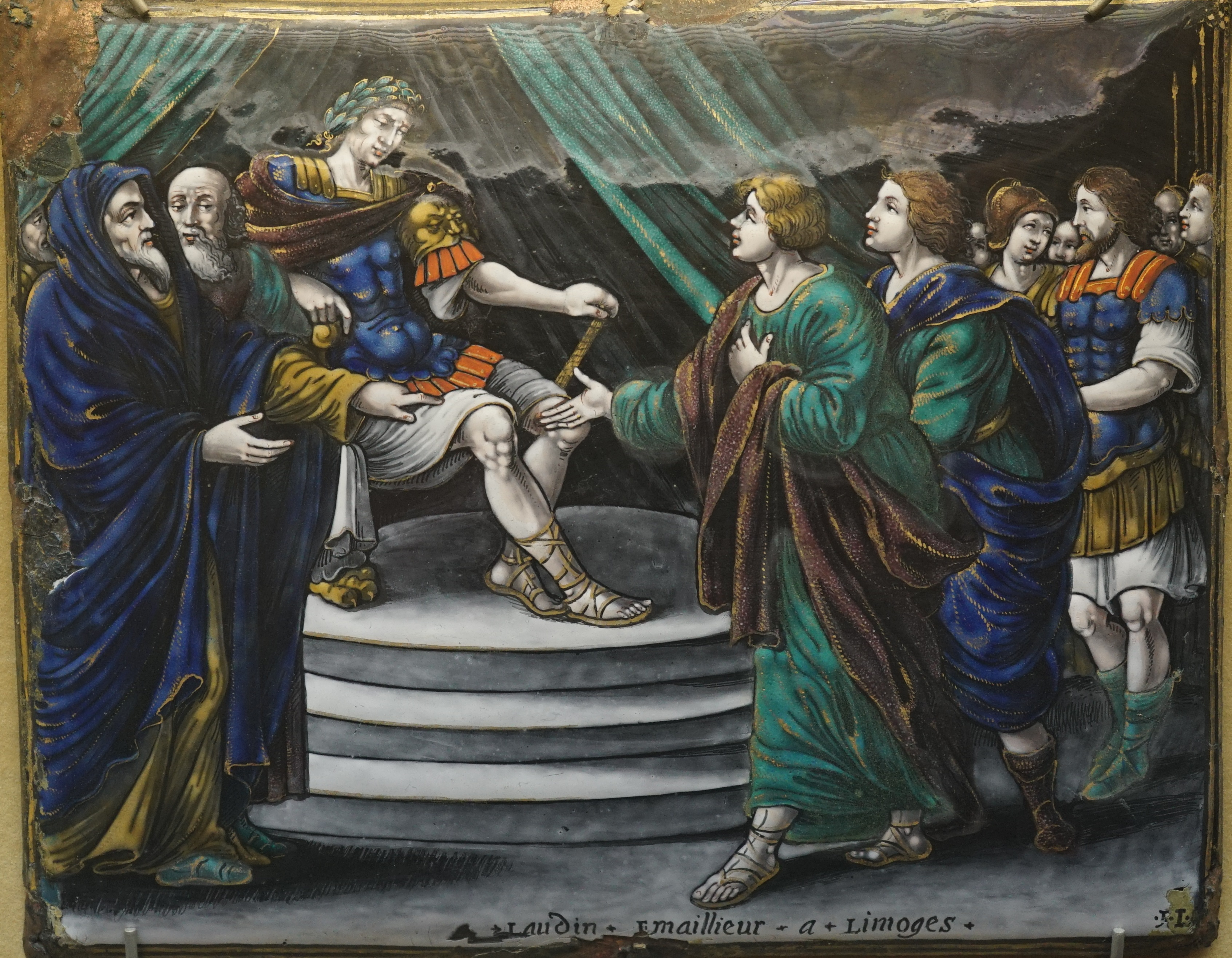
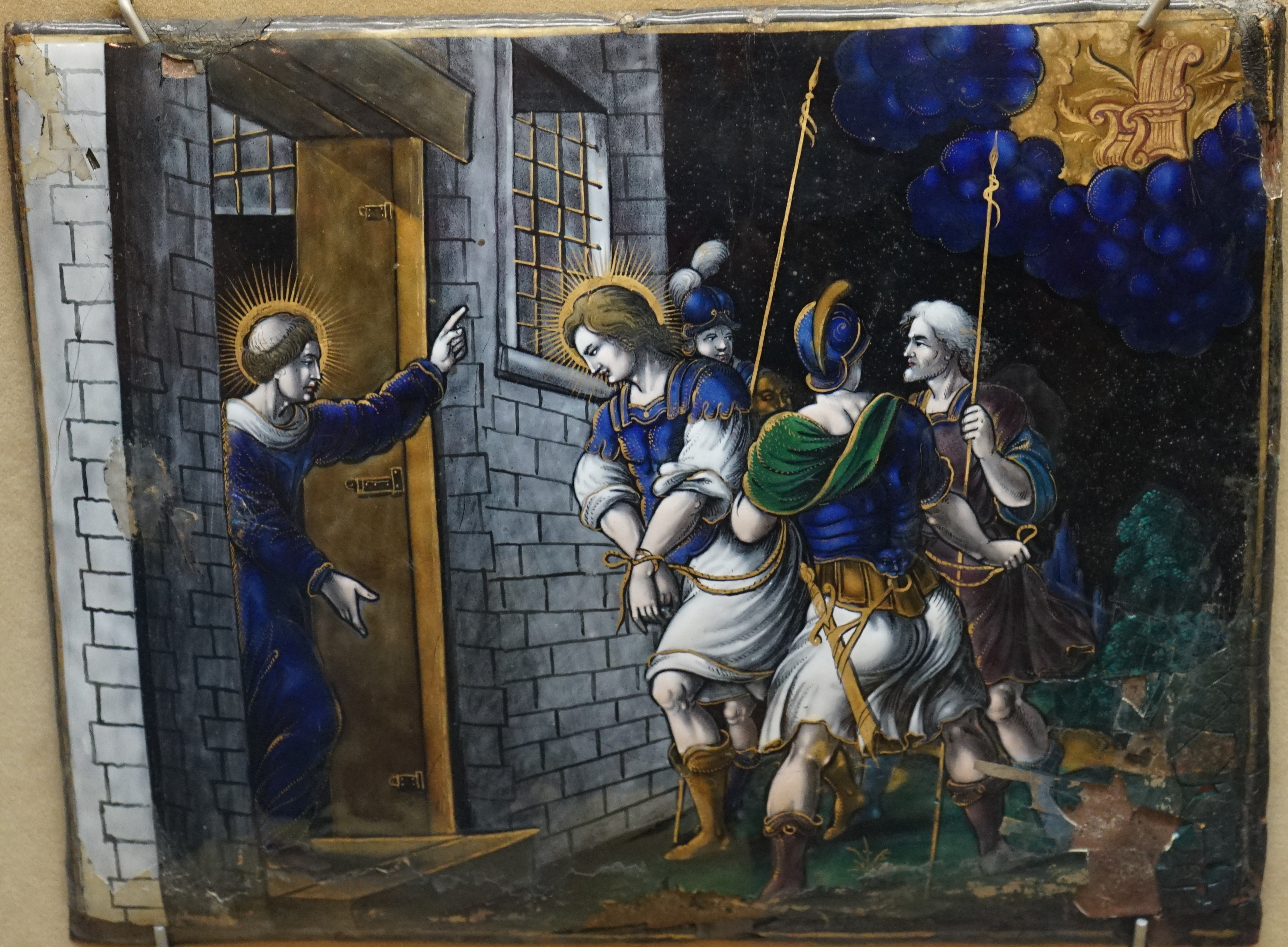
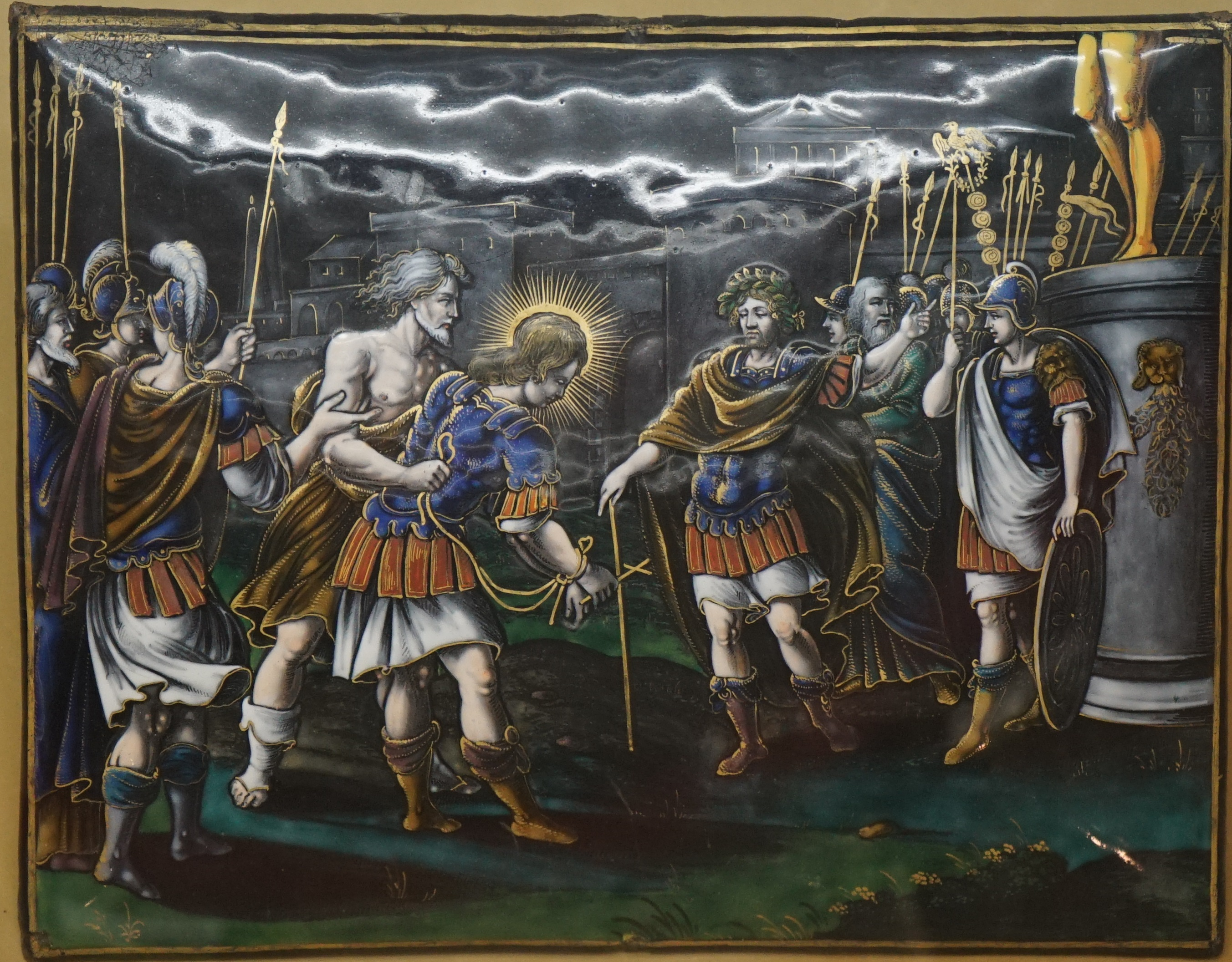
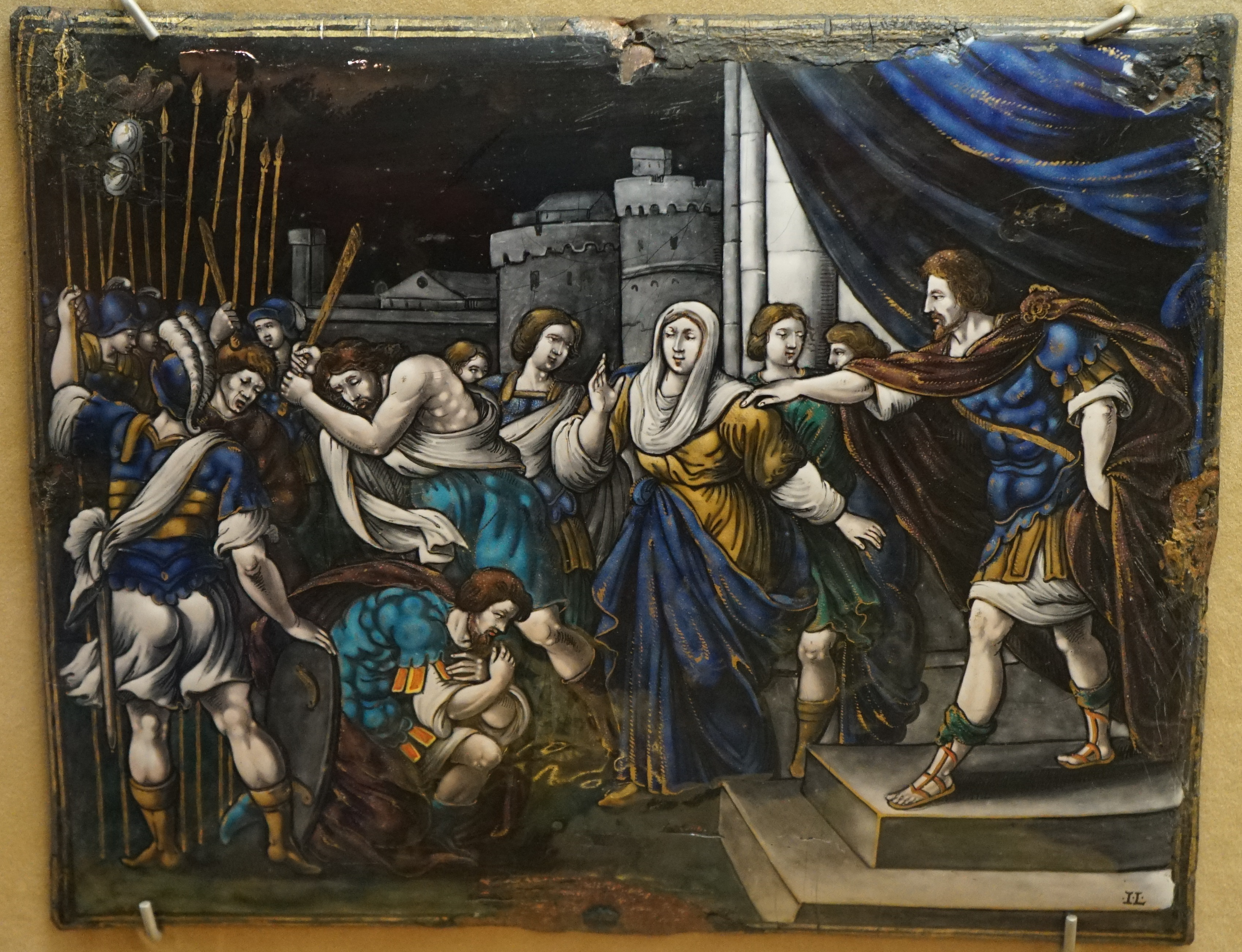
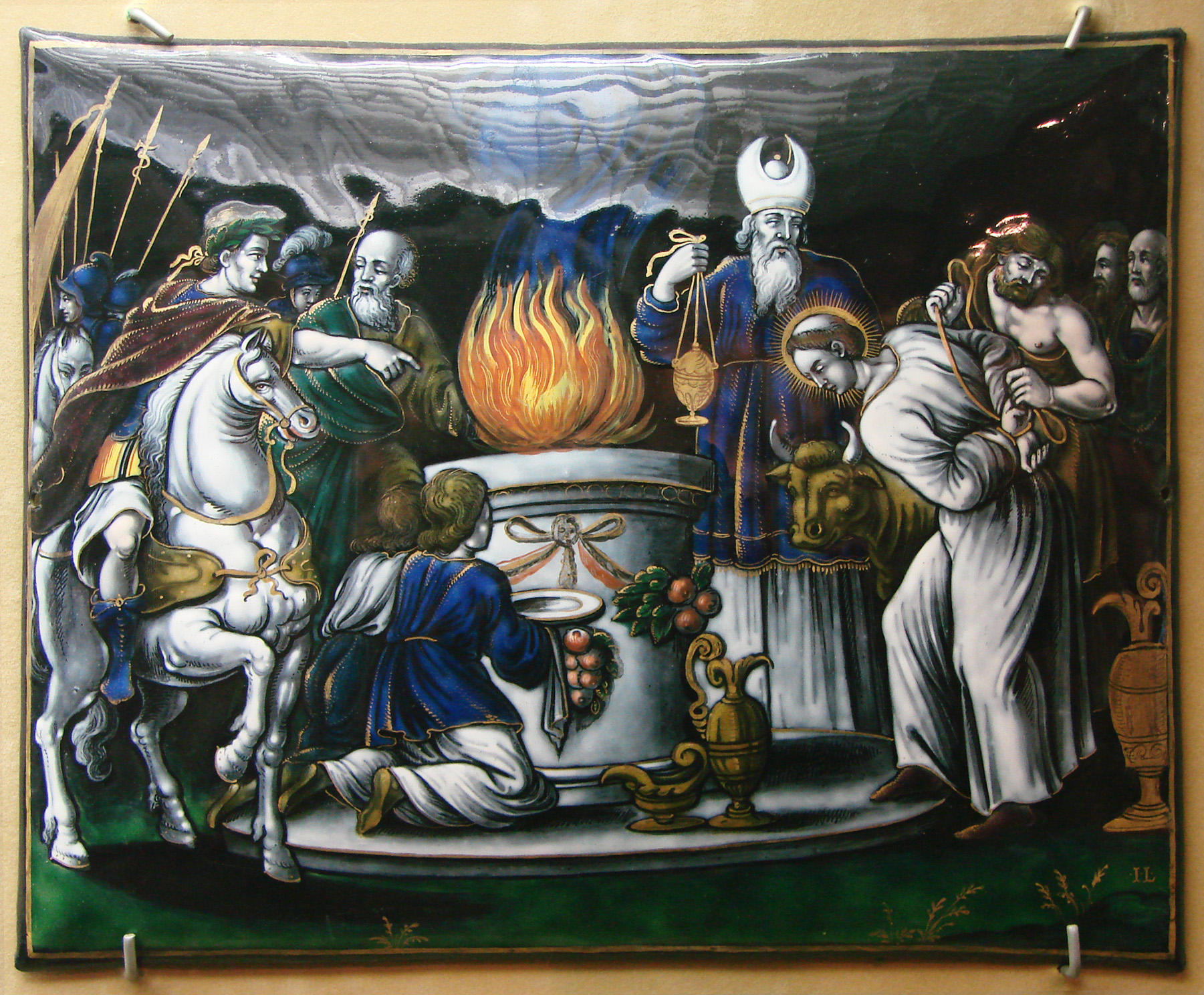
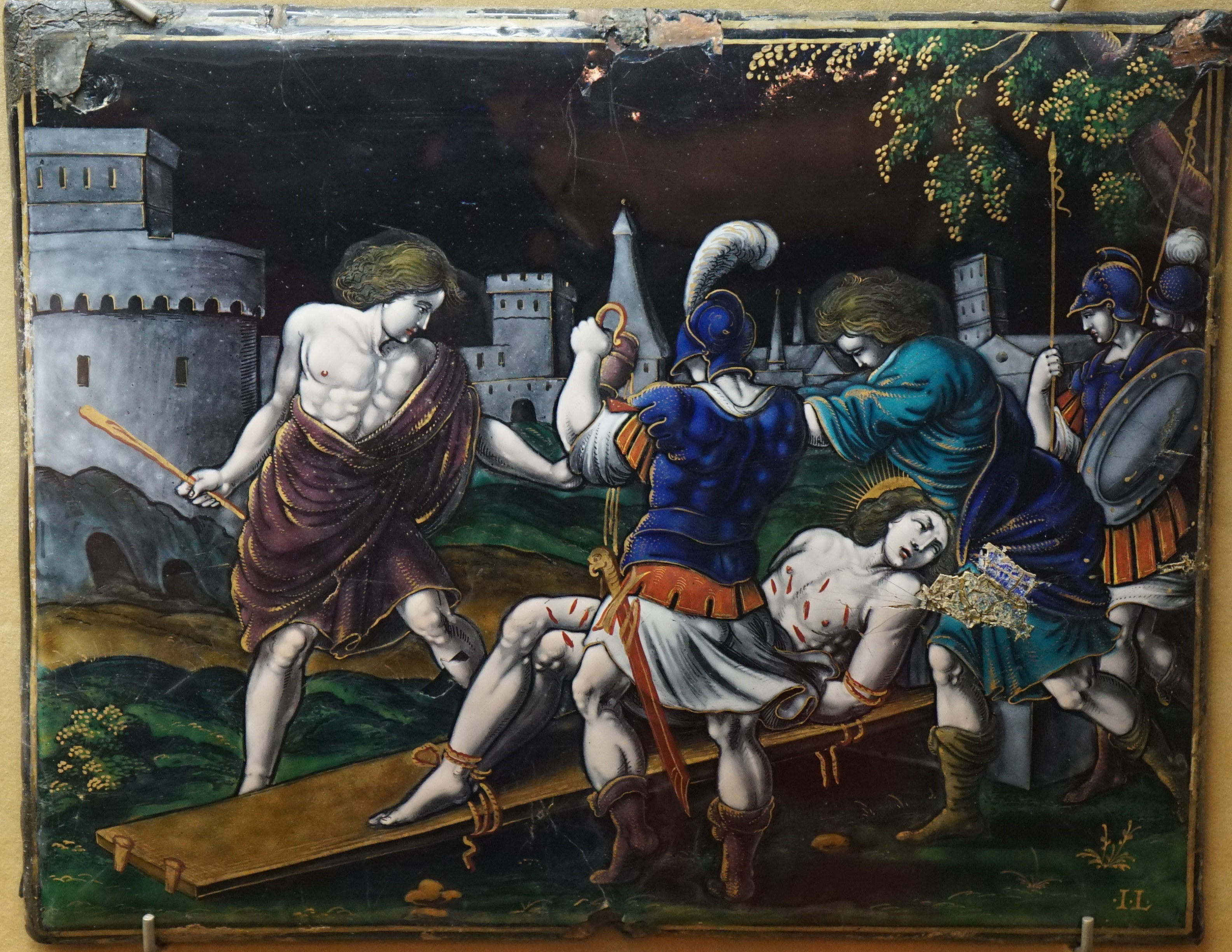
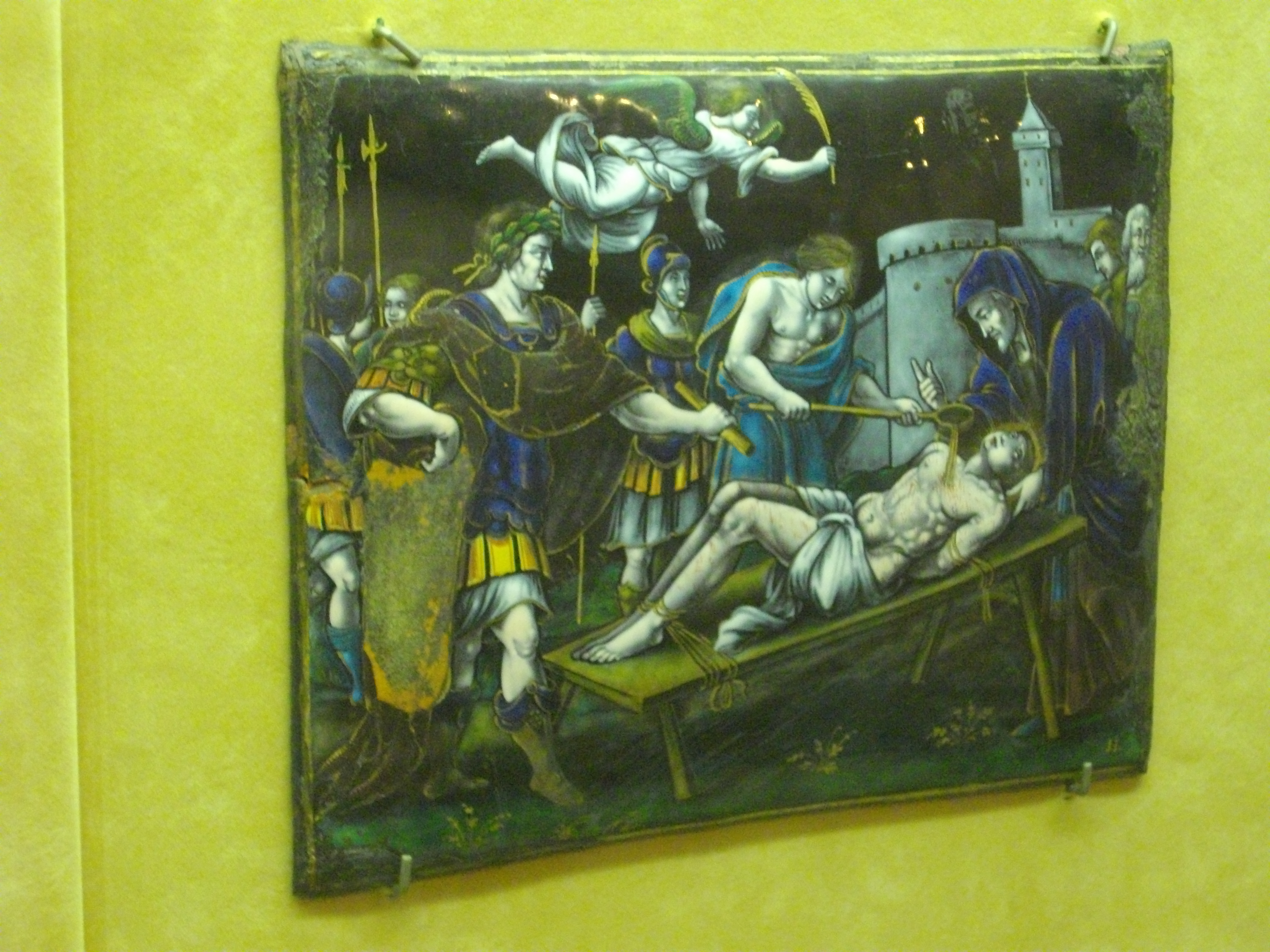
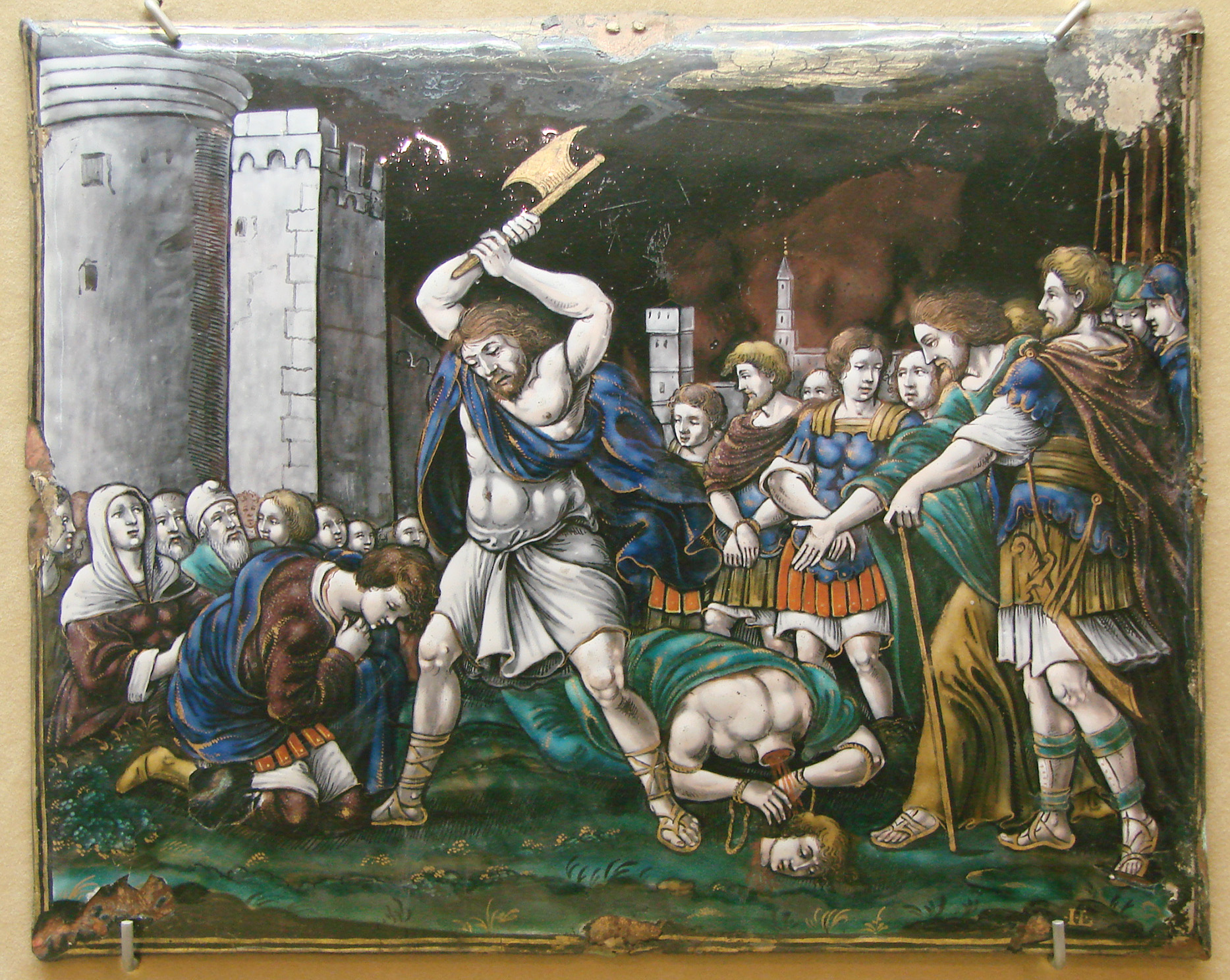
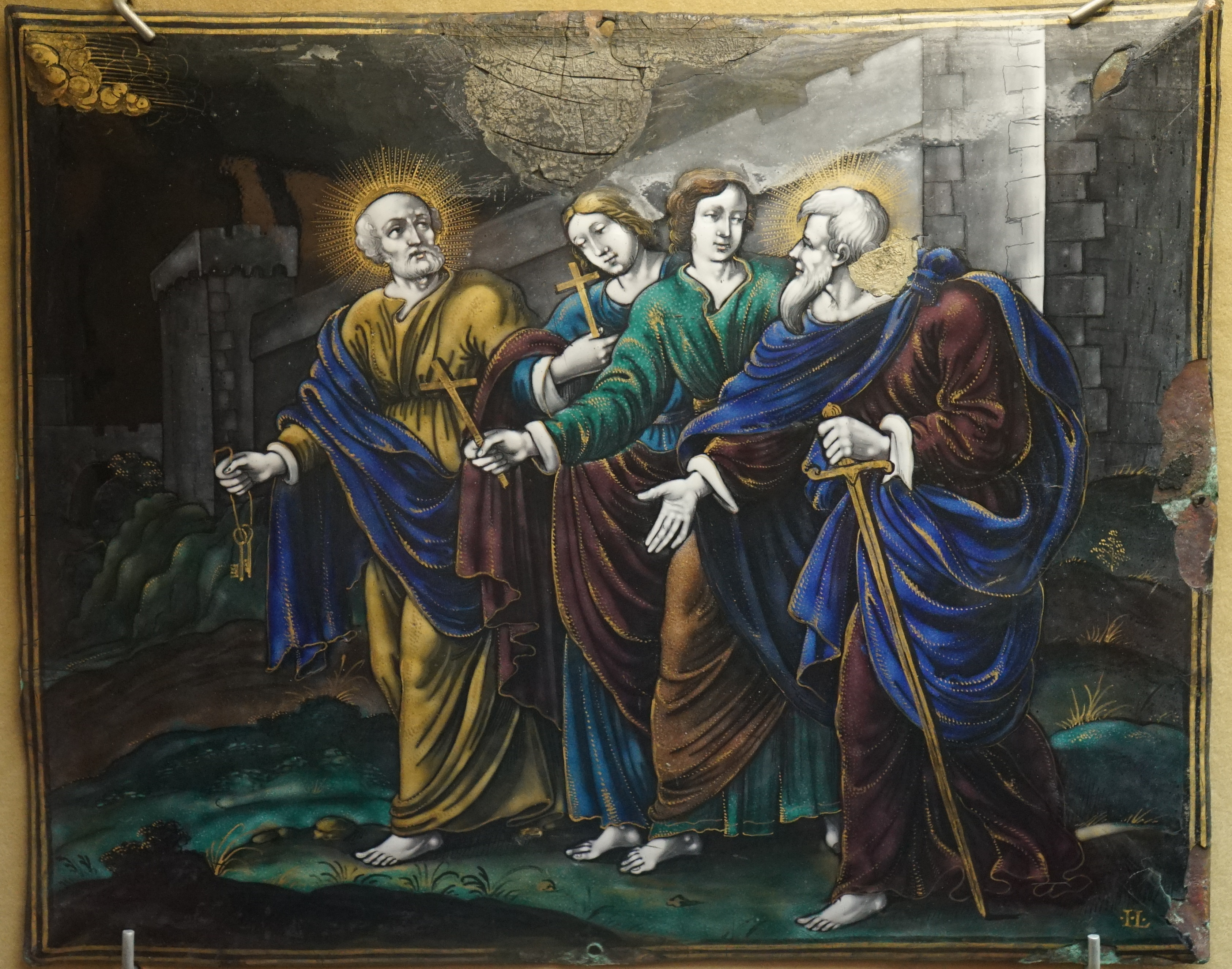
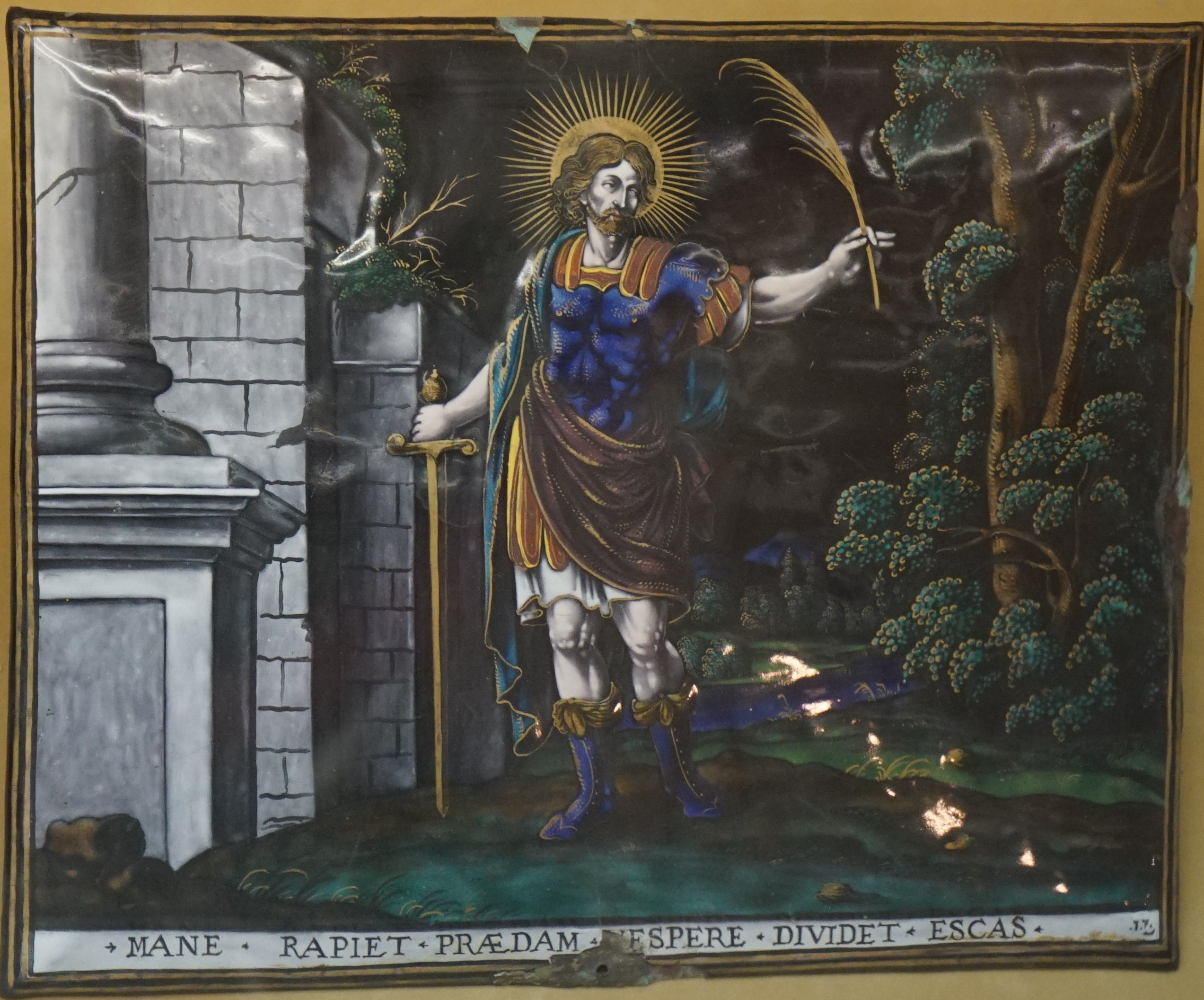

Un émail représente saint Remi portant une mitre et des vêtements liturgiques, la tête auréolée, il est à genoux et regarde vers le ciel, d’où émerge une colombe tenant la sainte ampoule dans son bec.